# Musique baroque française
La musique baroque française est un genre musical qui s'est développé en France pendant la période baroque, qui s'étend conventionnellement de 1600 à 1750 environ. La production musicale française au cours de cette période contribue au rayonnement culturel de la France, au même titre que d'autres disciplines artistiques (architecture, peinture, sculpture, littérature, théâtre).
Largement oubliée après la Révolution, comme l'ensemble de la musique baroque, la musique baroque française a été progressivement redécouverte depuis la fin du XIXe siècle, et surtout après la Seconde Guerre mondiale.
L'apport du chef d'orchestre français Jean-François Paillard, fouillant toutes les bibliothèques nationales et européennes, retrouvant les différents traités existants, et mettant en pratique avec son orchestre le résultat de ses recherches, au cours des années 1950-1960, a été décisif. On lui doit la redécouverte d'une partie de ce répertoire. La firme de disques Erato qui assurait l'exclusivité de ses enregistrements a pu ainsi, dès avant 1960, mettre à disposition des mélomanes les compositions les plus importantes, tant instrumentales que vocales.
Plus tard, vers la fin des années 1970, et surtout à partir des années 1980, plusieurs ensembles spécialisés dans la musique dite « baroque » se sont attachés à en compléter l'approche, notamment Les Arts florissants, dirigés par le chef d'orchestre William Christie.

## Contexte politique et artistique
Les guerres de religion, succession de guerres civiles qui ont marqué durement la France dans la seconde partie du XVIe siècle, ont affaibli l'autorité royale et éprouvé la population et l'économie. L'avènement de Henri IV (1589) et, avec lui, des Bourbons, inaugure une période de paix : l'édit de Nantes (1598) pose une paix religieuse dans le pays qui met fin à la crise intérieure.

Le roi Louis XIV.

L'autorité royale s'affermit progressivement durant tout le siècle, selon le modèle absolutiste promu par le cardinal de Richelieu sous Louis XIII et pleinement réalisé sous Louis XIV. C'est précisément sous Louis XIV que l'expansion des frontières se poursuit : la France gagne sur l'Espagne et l'Empire la partie méridionale des Flandres dont Lille, l'Alsace et la Franche-Comté tandis que la Lorraine, bien que formellement indépendante, entre dans l'orbite du royaume de France. À la suite du traité des Pyrénées (1659) conclu avec la couronne d'Espagne, et grâce à son expansion coloniale (Nouvelle-France, Sénégal, Indes…), la France devient la principale puissance européenne, et la restera jusqu'à la guerre de Sept Ans (1756-1763).
Les souverains pratiquent une politique somptuaire destinée à transmettre l'image de la dynastie et de la France. C'est ainsi que la France connaît une période de floraison dans tous les domaines : dans les arts (architecture, sculpture, peinture, musique…), la littérature et la philosophie. Paris devient la capitale artistique, attirant les artistes venus de tout le pays, tandis que plusieurs foyers provinciaux se démarquent par leur vivacité (Toulouse, Lyon, la Lorraine…). Versailles devient le symbole du rayonnement culturel de la France.
La musique en particulier connaît un grand essor, grâce à la faveur des rois Louis XIII et surtout Louis XIV, qui danse, joue de la guitare et s'entoure de nombreux musiciens, parmi lesquels émerge particulièrement la figure de Jean-Baptiste Lully (1632-1687). Tous les genres de la musique sont représentés : musique de théâtre ; musique religieuse ; musique pour luth, guitare et clavier ; musique pour ensemble instrumental et pour soliste ; musique de chambre vocale.
Outre Lully, cette période est particulièrement marquée par Marc-Antoine Charpentier (1643-1704), Marin Marais (1656-1728), Michel-Richard de Lalande (1657-1726), André Campra (1660-1744), François Couperin (1668-1733), Jean-Philippe Rameau (1683-1764), ainsi que par de nombreux autres compositeurs et interprètes.

## Institutions et organisations
Les institutions musicales de la période baroque en France sont nombreuses. Elles sont nées en partie sous l'impulsion de Louis XIV, qui avait reçu une assez bonne éducation musicale. Le roi s'était entouré pour gouverner et établir sa politique d'hommes brillants et ambitieux, comme Jean-Baptiste Colbert, qui autorisa la fondation d'académies royales sur le modèle de l'Académie française (1635) et de l'Académie royale de peinture et de sculpture (1648) : Académie royale de danse (1661), Académie des inscriptions et belles-Lettres (1663), Académie des sciences (1666), Académie royale d'architecture (1671) et Académie royale de musique (1672). Ces académies allaient régir la vie artistique et intellectuelle du régime.
Dans le domaine purement musical, les institutions et organisations étaient les suivantes :

### La musique du roi
Du point de vue administratif, la musique à la cour de Louis XIV était répartie entre trois grands groupes :
- Musique de la Chambre
- Musique de la Grande Écurie
- Musique de la Chapelle royale

« Certains musiciens appartiennent à deux départements, voire aux trois, et y jouent des instruments très différents. Le style très noble, souvent grandiose des œuvres, et l’excellence des musiciens de la Chapelle, de la Chambre et de l’Écurie contribuent à donner de Versailles l’image la plus prestigieuse qu’une cour européenne puisse avoir. La réputation des Vingt-Quatre Violons dépasse même largement les frontières, au point de susciter des imitations dans certaines cours ».
A partir d'août 1761, deux des trois organisations représentant 400 musiciens au total sont réunies en un seul corps par promulgation de l'Édit concernant les deux différents Corps de Musique de la Chapelle et de la Chambre du Roy.
L'institution de la musique du roi disparaît définitivement le 10 août 1792 avec l'Ancien régime.

#### Musique de la Chambre

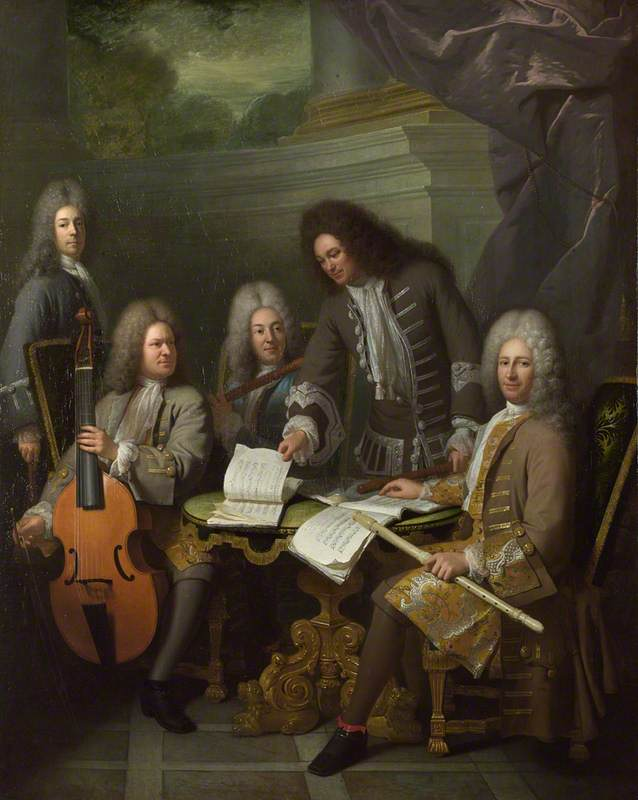
Le flûtiste Michel de La Barre entouré de deux des frères Hotteterre et du violiste Antoine Forqueray, vers 1710, par André Bouys (1656-1740).

La musique de la Chambre est le département de la musique royale réunissant les chanteurs et les instrumentistes employés aux manifestations musicales données à la cour (opéra, ballet, sonate, etc.). Il réunit les bas-instruments, peu sonores (violes, violons, flûtes, etc.), et emploie la Grande Bande (les Vingt-Quatre Violons du Roi). Les origines de la musique de la Chambre remontent à François Ier.

#### Musique de la Grande Écurie
La musique de la Grande Écurie est le département de la musique du roi destiné principalement aux manifestations de plein air et d'apparat (carrousel, défilé, entrée dans les sanctuaires, chasse, feux d'artifice, etc.), et composé principalement de hauts-instruments, c'est-à-dire d'instruments les plus puissants et les moins « nobles » comme la majorité des instruments à vent et les percussions (trompettes, trombones, hautbois, bombardes, tambours, tambourins, timbales, etc.). Comme la musique de la Chambre, les origines de la musique de l'Écurie remontent à François Ier.
Les instruments sélectionnés au départ étaient les hautbois, les sacqueboutes et les violons.
Le corps des musiciens de la Grande Écurie participait aux parades et défilés militaires et était dirigé par le grand écuyer. Il accompagnait le Roi dans toutes les pompes et cérémonies de la vie de la cour. Ses musiciens se joignaient souvent à ceux de la Chambre ou à ceux de la Chapelle royale pour jouer les ballets, les divertissements et les Grands Motets.
La quarantaine d’instruments à vent, sans compter les percussions, produisait un bel et fort effet lors de l’entrée des carrosses du roi et de la reine dans les villes, lors des transports de drapeaux ou bien encore lors du départ du roi à la chasse.
Vers 1689, la musique de la Grande Écurie comptait cinq corps d'instrumentistes (aussi appelés bandes par groupe d'instruments) définis depuis François Ier :
- 12 trompettes ;
- 8 fifres et tambours ;
- 12 violons, sacqueboutes, hautbois et cornets ;
- 6 hautbois et musettes de Poitou ;
- 6 cromornes et trompettes marines.

Au XVIIe siècle, si les appellations sont conservées, certains instruments ne sont plus guère utilisés; le violon et les flûtes n'y apparaissent plus que rarement.
En 1751, il n'y avait plus de violons dans la Grande Écurie, mais seulement des trompettes, des timbales, des hautbois et des bassons.
Après avoir contribué aux fêtes spectaculaires, aux carrousels et aux cérémonies de la première moitié du règne de Louis XIV, la musique de la Grande Écurie entra dans une longue période de déclin à partir de 1690. Elle avait contribué à l'amélioration des instruments et des techniques de jeu. Au début du XVIIIe siècle, les flûtes et les hautbois français étaient les plus prisés d'Europe.
La famille Hotteterre, parmi d'autres, est reconnue pour avoir fourni de nombreux musiciens (comme « dessus de hautbois et musette du Poitou » ou « grand hautbois du roi ») notamment à la Grande Écurie et à sa bande des Grands Hautbois. Les membres se transmettaient leur charge payante entre générations.
Un enregistrement de la reconstitution de la bande de Grands Hautbois du début du XVIIe siècle dans sa formation complète à douze instruments a été réalisé en juin 2021 par les ensembles Syntagma Amici et Giourdina ; il permet une immersion dans les musiques de la Grande Écurie du Roy avec des œuvres qui ponctuaient toutes les cérémonies de la cour depuis Henri IV jusqu’à Louis XIV en suivant aussi l’évolution de la facture instrumentale.

#### Musique de la Chapelle royale

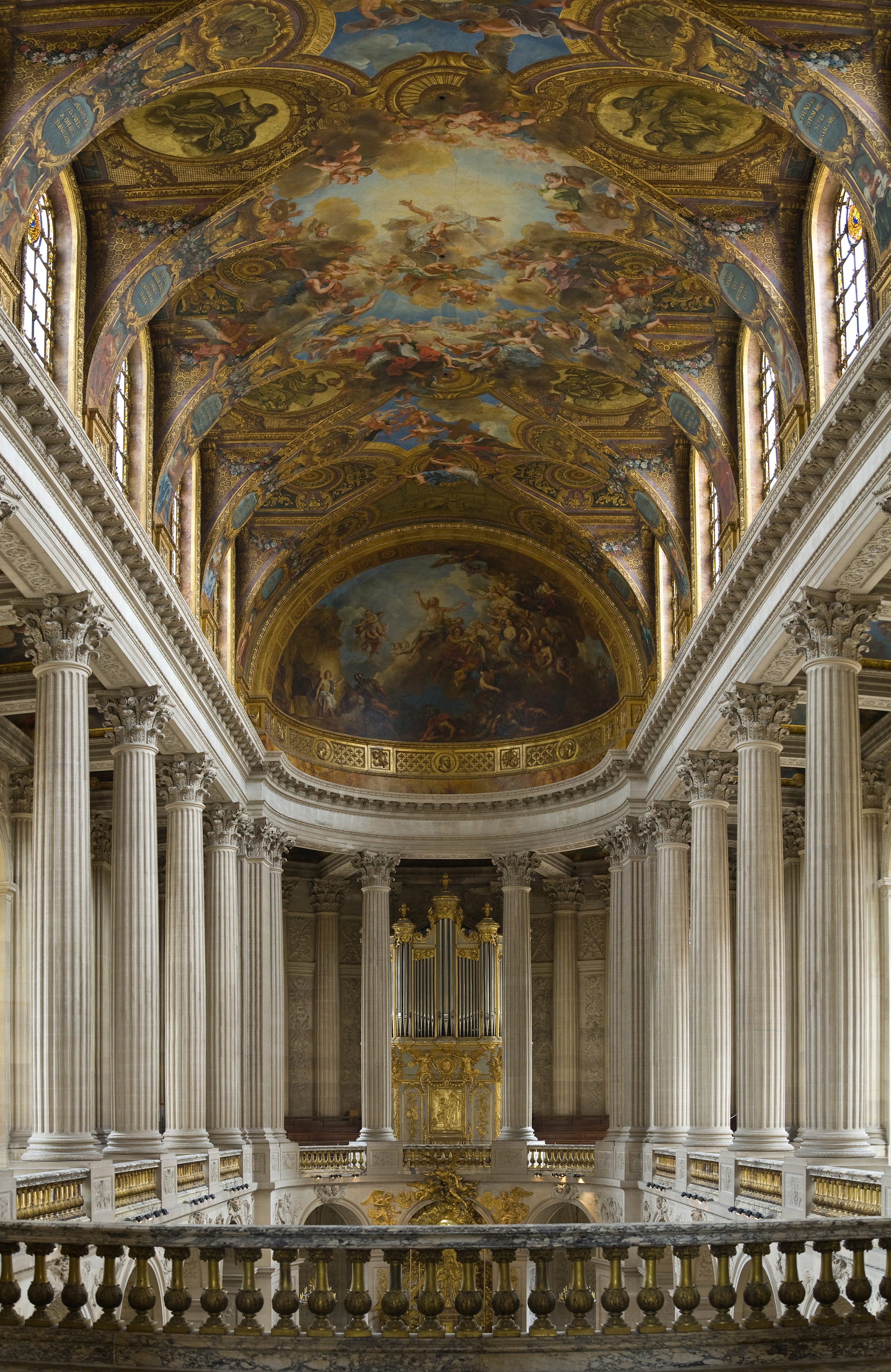
Chapelle royale actuelle du Château de Versailles, inaugurée en 1710 sous le règne de Louis XIV.

La Chapelle royale est une institution très ancienne, qui remonte aux premiers rois de France. Après Louis XII et François Ier, elle ne changea guère pendant la fin du XVIe siècle et le début du XVIIe, se contentant de refléter la situation de la musique religieuse en France. Le poste très important de sous-maître, auquel pouvait aussi s'attacher le titre de compositeur de la Chapelle, conférait à son détenteur une autorité comparable à celle du surintendant de la musique de la Chambre. C'était lui qui était chargé de faire travailler le chœur et de choisir et composer la musique pour la messe du roi et les autres cérémonies importantes.
Après la paix de Nimègue (1678), Louis XIV institua des réformes. C'est à cette époque que le roi s'attela sérieusement à la transformation du château de Versailles, commencée dès 1661, ainsi qu'à la réforme de la Chapelle royale. Il fit construire successivement quatre chapelles à Versailles, avant d'inaugurer en 1710 la chapelle que nous connaissons actuellement, commencée par Jules Hardouin-Mansart et terminée par Robert de Cotte.
Le grand motet, forme la plus accomplie de la musique religieuse française de l'âge baroque, doit son existence à l'idée qu'avait le roi de la musique qui convenait à la Chapelle royale. Les interprètes, furent tant des chanteurs (sopranos et mezzo-sopranos, hautes-contre, ténors, barytons et basses) que des instrumentistes, nommés « symphonistes » ou « concertants », qui commencèrent à infiltrer la Chapelle royale vers la fin des années 1660. Jusqu'à 1678, il n'y eut qu'un seul organiste, jusqu'à ce que Louis IV lance un concours en 1678 pour en recruter quatre : Guillaume-Gabriel Nivers, Nicolas-Antoine Lebègue, Jacques Thomelin et Jean-Baptiste Buterne. Succédant à son maître Thomelin en 1693, François Couperin exerça cette fonction jusqu'en 1730.

### La musique de la ville
Une grande partie de la vie musicale de la ville de Paris était concentrée  dans une zone bordée, au nord, par les Halles, à l'est, par l'église Saint-Gervais à l'entrée du Marais, à l'ouest par les Tuileries, et au sud, de l'autre côté de la Seine, par l'église Saint-Séverin et le quartier Latin. C'était là, près de l'hôpital Saint-Julien des Ménétriers, que vivaient la plupart des musiciens de la confrérie de Saint-Julien.

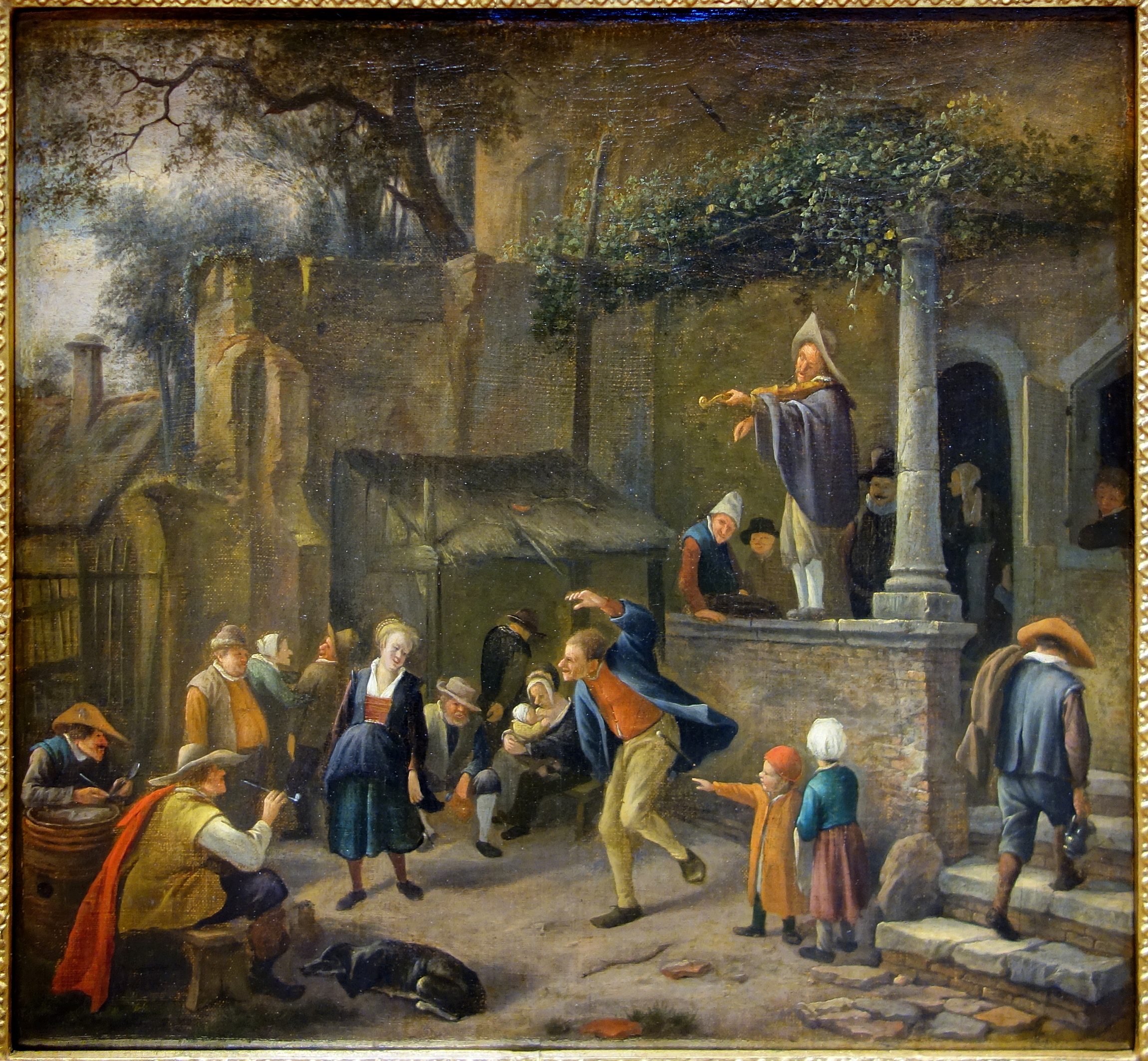
Le Ménétrier, tableau de Jan Steen, 1670.

La confrérie de Saint-Julien-des-Ménestriers, ou Ménestrandise, fut créée en 1321 par 37 ménétriers qui se firent inscrire dans les registres du prévôt de Paris pour l'établissement d'une confrérie de musiciens. Au cours des XVIe et XVIIe siècles, le but de cette corporation était avant tout de protéger ses membres de l'exploitation et d'instituer une juste répartition des profits.
Le chef de cette confrérie portait le titre de « Roi des ménétriers », qui fut changé, vers la fin du XVIIe siècle, en « Roi des Violons ». La Confrérie connut son âge d'or, tant du point de vue du nombre des adhérents que de celui de leur qualité, vers la fin du XVIe siècle et le début du XVIIe siècle, avant l'exode de ses membres les plus talentueux vers la Chambre du Roi. Ces musiciens des rues étaient engagés pour jouer dans les mariages, accordailles, banquets, mascarades, aubades et sérénades, ainsi que dans les concerts officiels.
Au cours de la seconde moitié du XVIIe siècle, lorsque la plupart de ses meilleurs éléments eurent déserté pour rejoindre les Vingt-quatre Violons du Roi, des Petits Violons ou de l'Écurie, ou encore, après 1673, l'orchestre de l'Opéra, l'importance de la Confrérie diminua. En 1660, Guillaume Dumanoir (1615-1697), le Roi des Violons, était au faîte de sa puissance , avec quelque deux cents interprètes et compositeurs sous son autorité, jouissant de la faveur du souverain.
La Ménestrandise est abolie en février 1776 à la suite de la publication de l'édit de Turgot établissant la liberté des arts et métiers, quinze ans avant le décret d'Allarde supprimant les corporations.

### L'Académie royale de musique

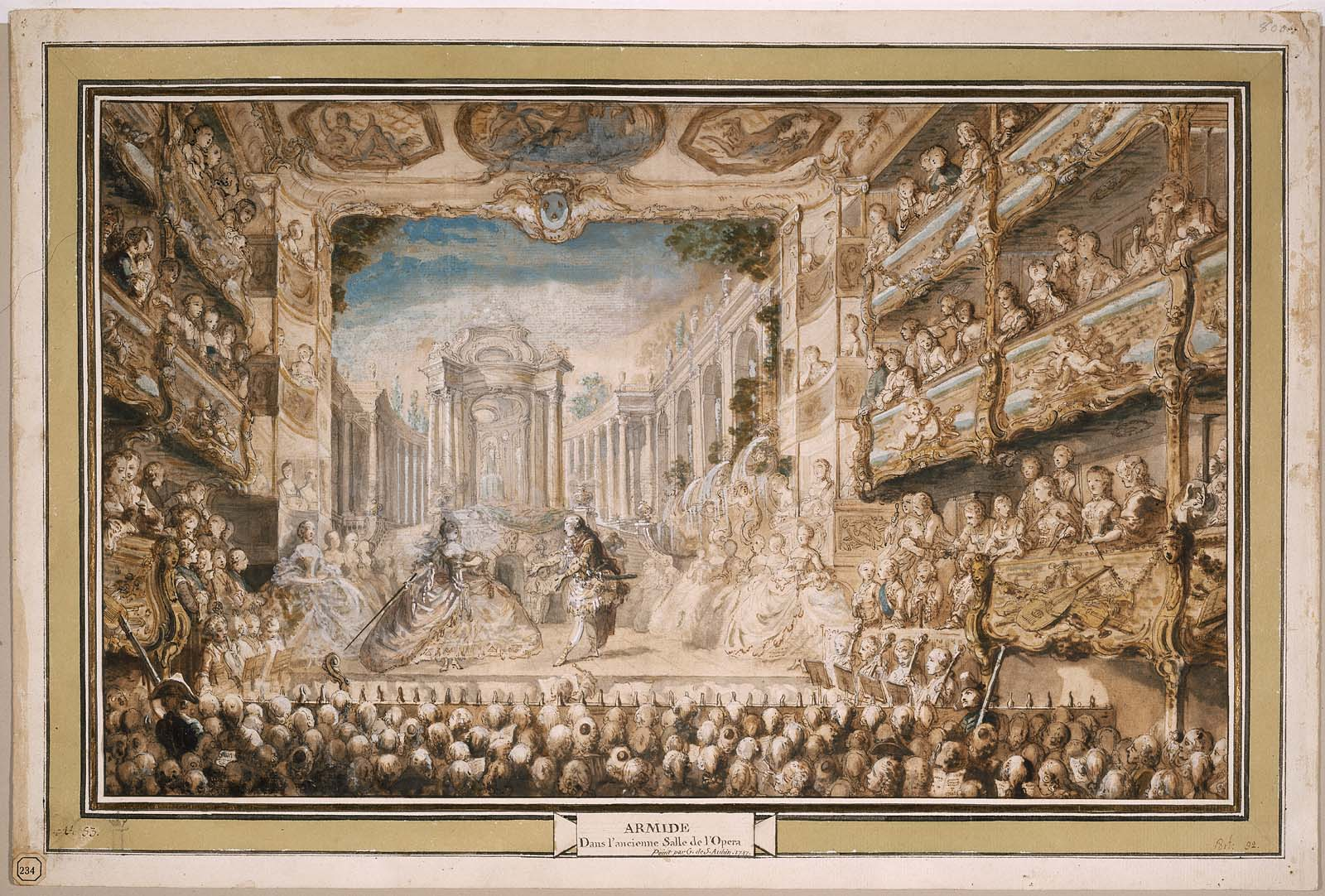
Première salle du Palais-Royal, avec la représentation dArmide de Lully, dans la reprise de 1761.

Dans les lettres patentes du 28 juin 1669, Louis XIV accordait à Pierre Perrin le privilège exclusif dans tout le royaume de France d'établir des « Académies d'Opéra » pour des représentations « en Musique en vers François », modelées sur les académies qui existaient déjà en Italie « depuis quelques années ». Perrin était assuré de pouvoir exercer une dictature de douze ans sur la production lyrique française. Cependant, il fut emprisonné pour dettes, et Jean-Baptiste Lully en profita pour lui racheter le privilège tout entier. Le roi en fut informé et transféra officiellement le privilège à son surintendant de la Musique, le lui accordant ainsi qu'à ses héritiers pour la vie. Louis XIV donna alors à l'institution le nom d'« Académie royale de musique ». Après le décès de Lully (1687), le privilège fluctua entre les mains de son gendre Jean-Nicolas Francine et d'autres, et ce jusqu'à la retraite de Francine en 1728, date à laquelle André Cardinal Destouches devint directeur de l'Opéra. Lui succédèrent ensuite Gruer en 1730), Lecomte en 1731, Armand Eugène de Thuret en 1733) et François Berger de 1744 à 1747.
Pendant près de cent ans (1674-1763), le foyer de l'opéra français fut la grande salle du Palais-Royal, occupée par la troupe de Molière à l'époque de la mort du grand dramaturge en 1673. Elle fut inaugurée en 1641 et fut rénovée en 1732 et 1749, avant d'être détruite par un incendie en 1763. Avec seulement 1270 places assises, la salle ne convenait guère au genre de spectacles conçus par Lully et plus tard par Rameau. En 1712, Louis XIV ordonna la construction du Magasin, annexe de l'Académie royale de musique, comportant des salles de répétition, des classes de chant et de danse, des bureaux pour l'administration, une bibliothèque et une salle de bal.

### Le Concert Spirituel
Le nouveau Concert Spirituel fut fondé en 1725 par Anne Danican Philidor (1681-1728), fils aîné d'André Danican Philidor l'aîné. C'était la première organisation permanente qui présentât des séries de concert sur abonnement dans un but commercial. Les concerts avaient lieu les jours de fêtes religieuses fériées, où l'Académie royale de Musique était fermée. On estime qu'il y avait environ 24 concerts par an, qui tombaient aux fêtes suivantes : Purification de la vierge (2 février), Annonciation (25 mars), tous les jours depuis le dimanche des Rameaux jusqu'au dimanche de Quasimodo inclus, Ascension, Pentecôte, Fête-Dieu, Assomption, Nativité de la Vierge (8 septembre), Toussaint, Conception de la Vierge (8 décembre) et enfin la veille et le jour de Noël.
Les concerts avaient lieu jusqu'en 1784 dans la salle des Suisses du Palais des Tuileries. On y donnait notamment des motets de Lully, Nicolas Bernier, Louis Marchand, André Cardinal Destouches, Jean-François Lalouette, Jean Gilles, François Pétouille, Henry Desmarest, Michel Pignolet de Montéclair, Louis-Antoine Dornel, François Colin de Blamont, André Campra et beaucoup d'autres, les motets de Delalande étant les exemples les plus prisés du genre. Parmi les exécutants, les solistes du chant venaient de l'Opéra et le chœur regroupait les meilleurs éléments de la Chapelle royale et des principales églises de Paris.

## La musique de théâtre

### Le ballet de cour

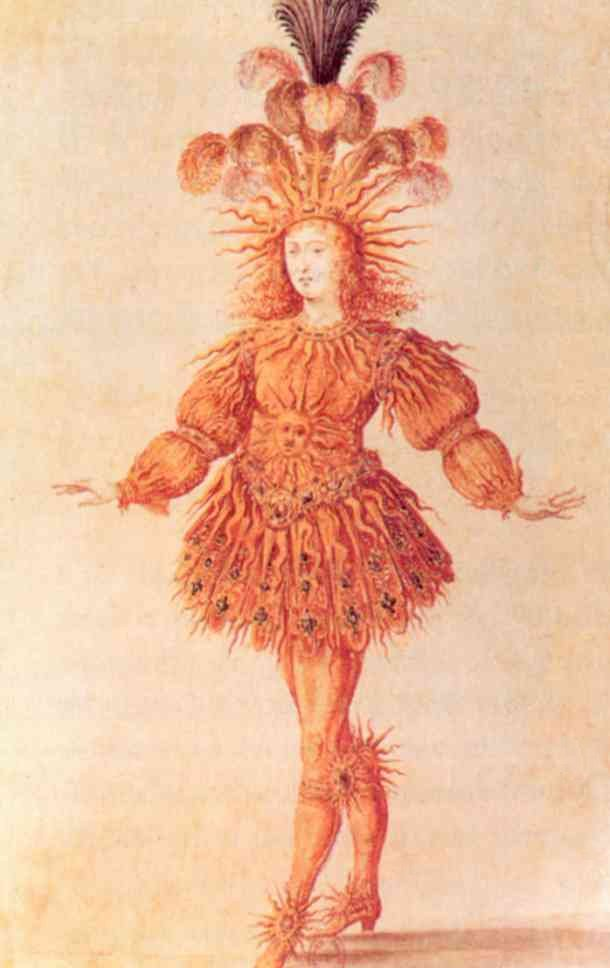
Louis XIV représentant le Soleil levant, dans le Ballet royal de la nuit (1653).

Le ballet de cour est un spectacle né à la cour des Valois à la fin du XVIe siècle, conjuguant poésie, musiques vocale et instrumentale, chorégraphie et scénographie. L'un des premiers ballets de cour est le célèbre Ballet comique de la reine (1581) avec une chorégraphie de Balthazar de Beaujoyeulx, et avec une musique de Jacques Salmon (né en 1545) et Girard de Beaulieu.
Les principaux compositeurs de musique de ballets de cour sont, sous les règnes d'Henri IV et Louis XIII : Pierre Guédron (v. 1565-1620), Antoine Boësset (1587-1643), Étienne Moulinié (1599-1676), François de Chancy (1600-1656).
Le ballet de cour prit sous Louis XIV un nouvel essor avec le Ballet royal de la nuit, représenté au palais du Petit-Bourbon le 23 février 1653. Isaac de Benserade fournit le texte des vers ; la musique vocale avait été composée par Jean de Cambefort (v. 1605-1661), Jean-Baptiste Boësset (1614-1685), et Michel Lambert (1610-1696).
Jean-Baptiste Lully se signala d'abord à l'attention de la cour par ses qualités de danseur et de violoniste. Lorsqu'en 1653 Lully fut nommé compositeur de la cour, il put consacrer tout son talent à la composition des ballets de cour. De 1654 à 1671, il fournit de la musique à 26 ballets de cour. Le Ballet d'Alcidiane, représenté à la cour le 14 février 1658, est le premier ballet de Lully directement lié au développement de l'opéra français. Il composa encore de la musique pour le Ballet des arts (1663), Ballet des Amours déguisés (1664), le Ballet de la naissance de Vénus (1665), le Ballet des Muses (1666), le Ballet de Flore (1669). Son dernier ballet de cour fut Le Triomphe de la Paix créé à Fontainebleau en 1685. Après 1685, il y eut encore quelques ballets de cour, dont la musique fut composée par de Lalande ou, pour Les Éléments, par André Cardinal Destouches (1721).
Isaac de Benserade a été un des principaux poètes de ballets de cour. Protégé de Richelieu, d'Anne d'Autriche, de Philippe d'Orléans, de Mazarin et de Louis XIV, il est l'auteur des vers de 23 ballets royaux.

### La comédie-ballet et les spectacles apparentés
Genre dramatique, chantant et chorégraphique, la comédie-ballet est inventée par Molière et Jean-Baptiste Lully en 1661, pour leur pièce Les Fâcheux. Cette pièce fut donnée en août 1661 au château de Vaux-le-Vicomte lors d'une fameuse fête à l'italienne organisée par Nicolas Fouquet en l'honneur du « plus grand roi du monde ». La comédie-ballet la plus célèbre est sans doute Le Bourgeois gentilhomme (musique de Lully), créé à Chambord le 14 octobre 1670. On y voit le mieux comment la musique et la danse se répartissent tout au long de cette comédie-ballet. Il existe aussi des comédies-ballets où Molière a collaboré avec Marc-Antoine Charpentier, qui a composé une musique nouvelle pour une représentation du Mariage forcé le 8 juillet 1672. La dernière œuvre de Molière, Le malade imaginaire comportait plusieurs intermèdes écrits aussi par Charpentier.
Dans le genre de la tragédie-ballet, on trouve Psyché, vaste entreprise collective dont la musique était de successivement de Lully, puis de Charpentier et le texte de Molière, Quinault et Pierre Corneille.
Enfin, la tragédie à machines était l'un des genres hybrides qui, entre 1640 et 1660, firent du théâtre français un domaine à la fois très riche et très confus. Elle céda peu à peu le pas aux règles des trois unités et prépara l'avènement du théâtre français classique. Le meilleur exemple en est Andromède de Pierre Corneille, donnée au cours du carnaval de 1650. Andromède est une pièce à machines pourvue d'intermèdes musicaux, composés par Charles Coypeau (dit Dassoucy).

### La pastorale
La pastorale française s'inspire de la pastorale dramatique italienne et de la pastorale espagnole. Les premières pastorales dramatiques françaises firent leur apparition vers la fin du XVIe siècle : les traductions françaises de l'Aminta du Tasse (1581) et de Il Pastor fido (1585) de Giambattista Guarini étaient parues en dès 1584 et 1595, respectivement.
Robert Cambert donne en 1659 la Pastorale d'Issy.
Robert Cambert donne, avec Pierre Perrin, la Pastorale d'Issy en 1659, puis Pomone le 3 mars 1671 pour l'inauguration de l'Académie d'Opéra. Pomone recueille un grand succès, avec 146 représentations. À la suite de ce succès, une deuxième « pastorale-opéra », Les Amours de Diane et d'Endymion, est donnée à Versailles le 3 novembre 1671, sur une musique de Jean Granouilhet de Sablières. Au cours de l'hiver 1672 fut représentée une pastorale héroïque, Les Peines et les Plaisirs de l'Amour de Robert Cambert.
Jean-Baptiste Lully choisit d'inaugurer la nouvelle Académie royale de musique avec une pastorale en trois actes, Les Fêtes de l'Amour et de Bacchus, représentée le 15 novembre 1672. La dernière œuvre composée par Lully, Acis et Galatée (1686) est une pastorale héroïque.

### La tragédie lyrique
La tragédie lyrique (ou tragédie en musique selon l'appellation d'origine) est un genre musical spécifiquement français, en usage au cours des XVIIe et XVIIIe siècles, principalement représenté sur la scène de l'Académie royale de musique de Paris, puis diffusé dans les autres grandes villes françaises et étrangères.
On peut considérer que le premier compositeur de tragédies en musique a été Jean-Baptiste Lully : le 29 avril 1673 eut lieu la première représentation de Cadmus et Hermione, ouvrage à grand spectacle qui faisait la synthèse d'éléments empruntés au ballet de cour, à la pastorale, à la comédie-ballet et à la tragédie-ballet, à la tragédie à machines. Jean-Baptiste Lully, a voulu se démarquer de l'opéra italien alors en vogue dans le reste de l'Europe en raison du goût prononcé des Français pour le théâtre et la danse. La tragédie en musique est l'aboutissement d'une fusion des éléments du ballet de cour, de la pastorale, de la « pièce à machines », de la comédie-ballet et de l'opéra-ballet. Les créateurs, Lully et Quinault (auteur de la plupart des livrets), ambitionnaient d'en faire un genre aussi prestigieux que la tragédie classique de Corneille et Racine : à l'exemple de cette dernière, la tragédie lyrique comporte cinq actes. De 1673 à 1687, Lully composa immanquablement un opéra par an, parmi lesquels on trouve, pour les principaux, Atys (1676), Phaëton (1683), Armide (1686).

### L'opéra-ballet

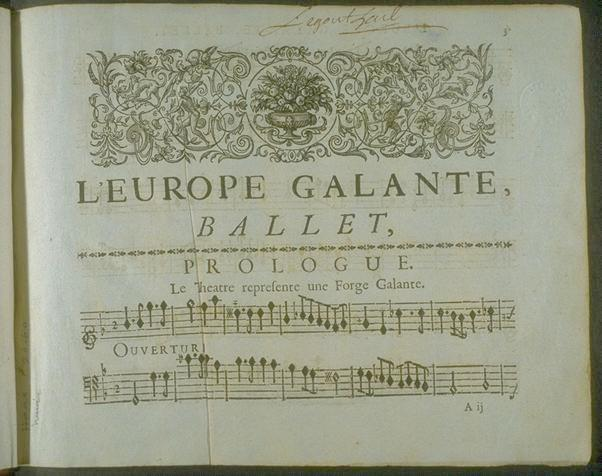
L'Europe galante, opéra-ballet (1697), première page de la partition.

En octobre 1695, le Ballet des saisons de Pascal Collasse (sur un livret de l'abbé Jean Pic) fut donné à l'Opéra de Paris. Cette œuvre, qui tint l'affiche jusqu'en 1722, préfigure le genre de l'opéra-ballet inauguré par L'Europe galante d'André Campra (sur un livret d'Antoine Houdar de La Motte), créé en octobre 1697, et qui est généralement considéré comme le premier opéra-ballet en vertu de son sujet. Dans l'Europe galante, Campra et son librettiste s'efforcèrent de tracer quatre stéréotypes contemporains de l'amour tel qu'il était illustré dans quatre nations européennes : la France, l'Espagne, l'Italie et la Turquie.
À partir des Muses (musique de Campra, avec Danchet comme librettiste), créé en 1703, l'opéra-ballet et son ouvrage frère, le ballet à action suivie, furent les premiers à associer l'opéra et le comique. Ce furent Les Fêtes vénitiennes de Campra (livret de Danchet) créées en 1710, qui exploitèrent pour la première fois la veine comique sur une scène d'opéra.
Au total, dix-huit opéras-ballets conformes à la définition du XVIIIe siècle furent représentés à l'Académie royale de musique entre 1697 (L'Europe galante) et 1735, date de création du fameux ouvrage de Jean-Philippe Rameau : Les Indes galantes (livret de Fuzelier).
En plus des Indes galantes, Jean-Philippe Rameau composa plusieurs autres opéras-ballets : Les Fêtes d'Hébé (1739), Les Fêtes de Polymnie (1745), Le Temple de la Gloire (1745), Les Fêtes de l'Hymen et de l'Amour (1747), Les Surprises de l'amour (première version en 1748).

## La musique religieuse

### Le motet
Sous l’égide de Louis XIV, Henry Dumont, Pierre Robert, Jean-Baptiste Lully, Marc-Antoine Charpentier (206 motets), Henry Desmarest, puis Michel-Richard Delalande, inaugurent le « grand motet » ou « motet à grand chœur », équivalent de l’anthem des Anglais et de la cantate des Allemands. Le grand motet regroupe des morceaux variés sur un texte liturgique latin, pouvant être construits avec huit voix, instruments concertants, orchestre et basse continue. Exécuté chaque jour dans la Chapelle royale, le grand motet devient la pierre angulaire du répertoire du Concert Spirituel (1725), notamment avec les dix-sept grands motets de Mondonville.

### La messe et l'oratorio
Parmi les compositeurs majeurs de messes :
- Henry Dumont (1610-1684) a composé cinq messes en plain-chant
- Guillaume-Gabriel Nivers (1632-1714) a composé des messes en plain-chant
- Marc-Antoine Charpentier (1643-1704) a composé 12 messes.
- André Campra (1660-1744) a composé une Messe Ad majorem Dei gloriam
- Henry Desmarest (1661-1741) a composé une Messe à deux chœurs et deux orchestres
- François Couperin (1668-1733) a composé une Messe à l'usage des paroisses et une Messe à l'usage des couvents.

Au XVIIe siècle, on utilisait rarement le terme oratorio. Marc-Antoine Charpentier, le principal compositeur français d'oratorios de la période baroque, employait les mots « historia », « canticum », motet ou dialogue. On parlait aussi d'« histoire sacrée ». Dans son Catalogue raisonné (1982), Hitchcock inventorie 35 oratorios de Charpentier (H. 391-H. 425) sous l'appellation de « motets dramatiques », qui sont d'authentiques histoires sacrées (ex. Judicium Salomonis H. 422) ou bien diverses pièces d'occasion, cantiques et dialogues.

### La messe des morts (requiem)
Plusieurs compositeurs baroques français ont composé des messes des morts (par ordre chronologique) :
- Jacques Mauduit : auteur d'un requiem pour les funérailles de Pierre de Ronsard.
- Charles d'Helfer :
  - Requiem, messe de funérailles des ducs de Lorraine ;
  - Missa pro defunctis à quatre voix (1656).
- Pierre Bouteiller : Requiem composé vers 1660.
- Marc-Antoine Charpentier :
  - Motet pour les trépassés / Plainte des âmes du purgatoire pour solistes, double chœur, flûtes, cordes, et basse continue H.311, vers 1670 ;
  - Messe pour les trépassés à 8 H.2 vers 1670 ;
  - Prose des morts Dies irae H.12 vers 1670 ;
  - Messe des morts à 4 voix H.7 vers 1690;
  - Messe des morts à 4 voix et symphonie H.10 (vers 1690).
- Louis Chein : Requiem pour quatre voix, publié en 1690.
- Pierre Tabart : Requiem, chanté pour les funérailles de Bossuet à Meaux en 1704[38].
- Jean Gilles : Requiem composé vers 1705, qui porte aussi le nom de Messe des Morts.
- Louis Homet : Requiem composé vers 1722.
- André Campra : Requiem composé après 1723, qui porte aussi le nom de Messe des Morts.

## La musique de chambre vocale

### L'air de cour
L'air de cour est apparu dans les dernières années du XVIe siècle, dans la continuation de la chanson française de la Renaissance. C'est un art plus raffiné dans l'inspiration et les sujets traités qui s'est développé sous l'influence des humanistes de la fin du XVIe siècle. De la chanson, il garde la simplicité de la carrure et de la mélodie. Il continue souvent à être écrit à quatre ou cinq voix.
La vogue du luth a profondément modifié la nature du chant français, en même temps qu'elle l'a fait pour le chant italien. De plus en plus, l'écriture polyphonique à quatre ou cinq voix est remplacée par une seule ligne mélodique accompagnée par le luth, puis par le clavecin. Cette transformation se fait différemment en France et en Italie. Alors que l'Italie découvre le style recitativo, récitation chantée liée au texte poétique, la France reste fidèle au style de la chanson avec sa carrure et sa mélodie indépendante de l'accent des mots.
Parmi les compositeurs d'airs de cour, on trouve Jean-Baptiste Besard, qui fait paraître un recueil de transcriptions pour chant et luth en 1603 ; Giulio Caccini, compositeur et chanteur florentin qui a séjourné à la cour de France en 1604 et a fait découvrir la récitation chantée et l'art de l'ornementation vocale ; Étienne Moulinié qui introduit les doubles ornementés en 1629 ; Pierre de Nyert qui, de retour d'Italie, opère la véritable synthèse du chant français et de la manière italienne ; puis Bertrand de Bacilly, Jean de Cambefort, Sébastien Le Camus, Jean-Baptiste Boësset, Robert Cambert, et surtout Michel Lambert, qui portent l'air de cour à sa perfection.
Au milieu du XVIIe siècle, l'art du chant à la française est parvenu à un très grand raffinement. Bertrand de Bacilly a laissé dans ses Remarques curieuses sur l'art de bien chanter le code de cet art subtil, précieux, et virtuose.

### La cantate française
Durant les premières années du XVIIIe siècle, on assiste en France à la floraison brève, mais profuse, de la cantate profane.
La cantate apparaît en France au tournant de 1700 sous le nom de la « cantate françoise ». Elle est généralement de sujet profane, à effectifs légers (une à trois voix, avec ou sans instruments — de un à trois — et la basse continue). Les maîtres principaux en sont Jean-Baptiste Morin (le créateur), Marc-Antoine Charpentier, Nicolas Bernier, Elisabeth Jacquet de La Guerre, Michel Pignolet de Montéclair, Jean-Philippe Rameau et surtout Louis-Nicolas Clérambault. Sébastien de Brossard est également un compositeur de cantates françaises.
La cantatille est une petite cantate sur le mode léger, mondaine et élégante, à voix seule et clavecin.

## La musique instrumentale

### La suite et la sonate
La suite de danses, ou suite, est l'une des principales formes instrumentales qui apparurent au cours de la période baroque. On avait coutume dans les bals de faire alterner des danses de tempo différent. La suite se composait d'une série de danses respectant cette alternance et composées, en général, dans le même ton. Elles se présentaient sous forme binaire, c'est-à-dire en deux parties. La première était écrite dans un ton relatif, et la seconde dans le ton de référence. Chaque partie était reprise.
Une structure type de la suite fut progressivement mise en place : allemande, courante, sarabande et gigue. Toutefois, le nombre et le genre de danses variaient énormément d'une suite à l'autre.
Les compositeurs français ont composé des suites pour le clavecin (Jacques Champion de Chambonnières, Louis et François Couperin et Jean-Philippe Rameau), pour le luth (Denis Gaultier), pour la viole (Marin Marais).
La suite pour orgue n'a jamais été « normalisée », et pouvait comprendre plus d'une dizaine de pièces. Les compositeurs étaient Nicolas Lebègue, Guillaume-Gabriel Nivers, Lambert Chaumont, Gilles Jullien, Jacques Boyvin, Louis-Nicolas Clérambault et Jean-François Dandrieu.

### Le clavecin

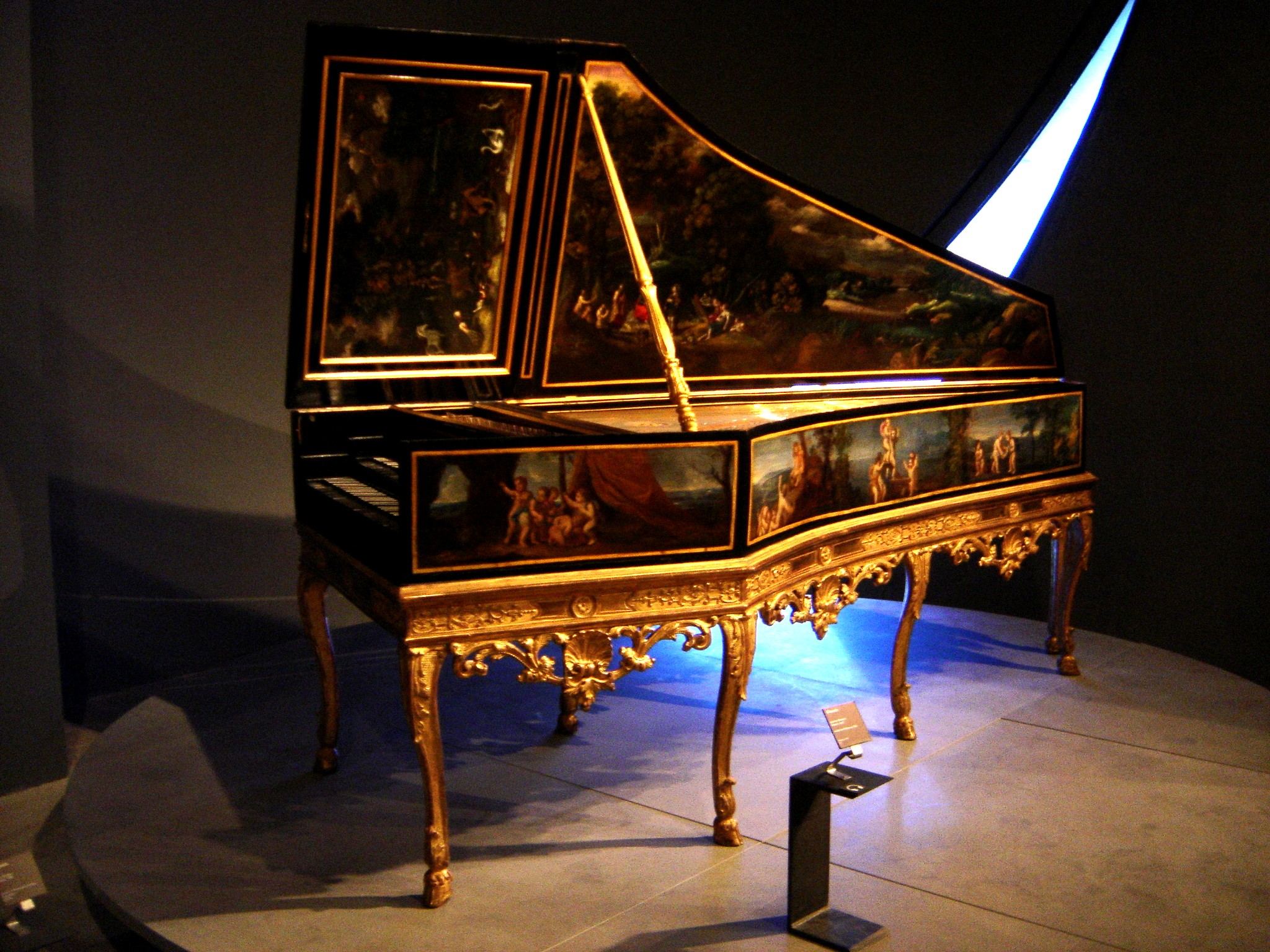
Clavecin français.

Le vaste répertoire de clavecin du XVIIe siècle (plus de sept cents œuvres) se compose en bonne partie de danses binaires, avec également des préludes, des chaconnes ou passacailles, des pièces descriptives d'occasion et des transcriptions pour le clavier des airs d'opéra (de Lully principalement). Ce siècle est dominé par sept compositeurs qui créèrent la majeure partie du répertoire pour le clavecin de cette époque : Jacques Champion de Chambonnières (1602-1672) que l'on peut considérer comme le fondateur de l'école française de clavecin, Louis Couperin (1626-1661), Jean-Henri d'Anglebert (v. 1628-1691), Jean-Nicolas Geoffroy (mort en 1694), Jean-Nicolas-Antoine Lebègue (1631-1702), Louis Marchand (1669-1732), et Élisabeth-Claude Jacquet de La Guerre (1665-1729).
La somme de musique de clavecin écrite en France au XVIIIe siècle est très importante. Dans leur catalogue de la musique de clavecin du XVIIIe siècle, Gustafson et Fuller ont répertorié plus de 180 titres de musique pour instrument solo (avec ou sans « accompagnement de violon » de compositeurs individuels pour la période 1699-1780). Ce mouvement atteignit son sommet vers le début du siècle, avec les quatre livres de François Couperin et ceux de Rameau. Dès sa première décennie, le XVIIIe siècle connut une véritable floraison : avant 1710, dix recueils de pièces de clavecin avaient déjà été publiés. Parmi les auteurs de ces recueils figurent François Dieupart (deux livres en 1702), Nicolas Clérambault (1703), Jean-François Dandrieu (trois livres vers 1704), Gaspard Le Roux (1705), Jean-Philippe Rameau (1706) et Élisabeth Jacquet de La Guerre (second livre, 1707).
Parmi les auteurs un peu plus tardifs, citons Pancrace Royer (1703-1755) et Jacques Duphly (1715-1789).

### L'orgue

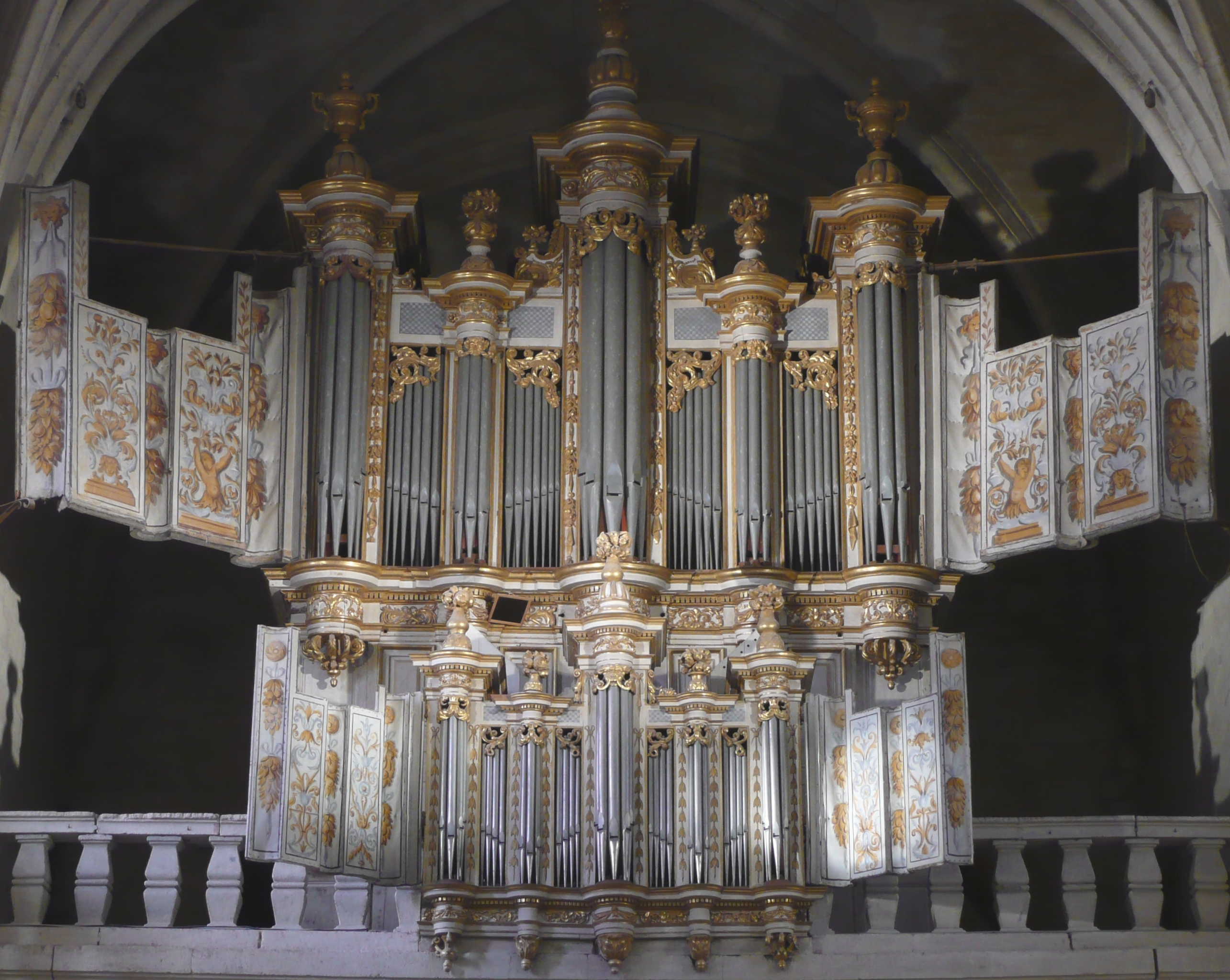
Buffet de l'orgue Daublaine & Callinet - Alfred Kern de la cathédrale Saint-Théodorit d'Uzès (1685)

La période baroque correspond à l'apogée de l'école française d’orgue, fondée par Jehan Titelouze (1563-1633). Les compositeurs français pour cet instrument sont alors très nombreux. Si aucun n'a laissé une œuvre écrite comparable à celles de Buxtehude ou de Bach en Allemagne à la même époque, même sans tenir compte des nombreuses œuvres perdues, leur production collective forme un corpus considérable et de qualité. Ils sont en général, sauf rare exception, également clavecinistes.
Les principaux compositeurs de musique d'orgue sont Henry Du Mont (1610-1684) qui fut organiste de l'église Saint-Paul à Paris (préludes et allemandes), François Roberday le fils (1624-1680 ; 12 fugues et caprices, 1660) ; Étienne Richard (v. 1620-1669) ; Louis Couperin (1626-1661), organiste de l'église Saint-Gervais à Paris, Nicolas-Antoine Lebègue (1631-1702), titulaire de l'église Saint-Merri de Paris (trois Livres d'orgue en 1676, 1678, 1685) ; Guillaume-Gabriel Nivers (1632-1714), titulaire de Saint-Sulpice et l'un des quatre organistes de la Chapelle royale (trois Livres d'orgue) ; François Couperin (1668-1733), organiste de l'église Saint-Gervais ; Louis Marchand (1669-1732) en fonction à la Chapelle Royale, et titulaire de trois églises parisiennes (cinq Livres d'orgue) ; Nicolas de Grigny (1672-1703), organiste à la cathédrale de Reims (Premier Livre d'orgue, 1699) ; Gaspard Corrette ; Jean-François Dandrieu (1682-1738) et Louis-Nicolas Clérambault (1676-1749).
Les XVIIe et XVIIIe siècles correspondent aussi au moment où la « facture classique française » atteint sa perfection avec des facteurs de génie : les Clicquot, les Lefebvre, Dom Bedos de Celles, etc.

### Le luth et la guitare

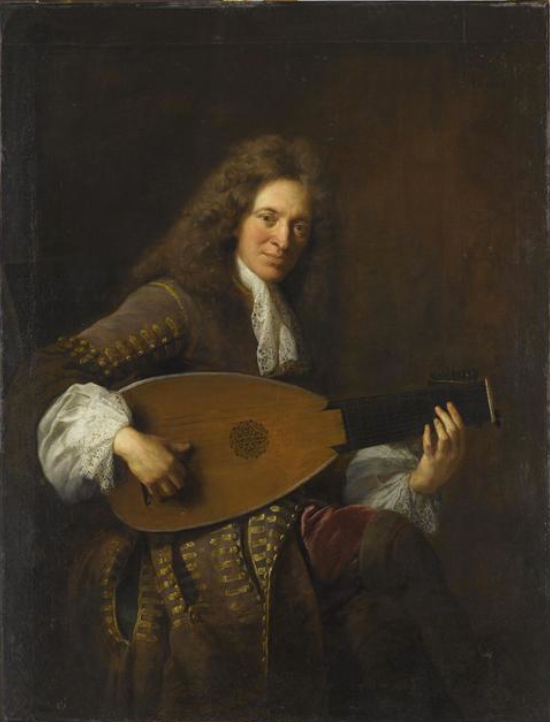
Charles Mouton jouant du luth.

Au XVIIe siècle, le luth est par excellence l'instrument noble et raffiné. L'école française de luth connut son apogée sous le règne de Louis XIII, et éclipsa à cette époque celles des autres nations, notamment l'Italie et l'Angleterre. Elle s'illustre par plusieurs artistes de grand renom :
Antoine Francisque publia le premier recueil de musique de luth du XVIIe siècle, Le Trésor d'Orphée.
Jean-Baptiste Besard a publié en 1603 le Thesaurus harmonicus, d'une vaste portée internationale, avec 403 compositions regroupées par genres en dix volumes, dues à 21 compositeurs différents.
Nicolas Vallet, émigré à Amsterdam, a publié un Secret des Muses, avec un total de 109 morceaux pour un luth, et sept morceaux pour quatre luths.
Robert II Ballard a publié deux recueils de pièces sous son nom.
Ennemond Gaultier fut le premier luthiste à illustrer le nom de Gaultier. Il n'a pas publié de son vivant, mais on a conservé de nombreuses pièces de lui ;
La dynastie des Gallot, avec Jacques Gallot (mort vers 1690), dit « Le Vieux Gallot de Paris » qui en est le membre le plus important. Il a composé 106 pièces pour luth, dont les plus importantes se trouvent dans les Pièces de luth composées sur différens modes (v. 1670).
Charles Mouton a publié quatre livres de pièces pour luth, dont deux seulement nous sont parvenus. Ils portent tous deux le titre Pièces de luth composées sur différens modes et furent publiés à Paris en 1698.

### La flûte à bec
Jacques-Martin Hotteterre (1673-1763) est l'héritier d'une famille de facteurs d'instruments à vent originaire de La Couture et musiciens à la cour du roi; il était hautbois de la Grande Écurie, puis cumule la charge de flûte de la chambre du Roy. La famille Hotteterre améliore notablement la flûte traversière baroque vers 1670, la musette et bourdon. On attribue également l'invention du hautbois en trois parties à son grand-père Jean Hotteterre (1610-1691) qui a obtenu le poste de « dessus de hautbois et musette du Poictou » du roi à Versailles, en succession de Pierre Varin, le 4 janvier 1651.

## Compositeurs

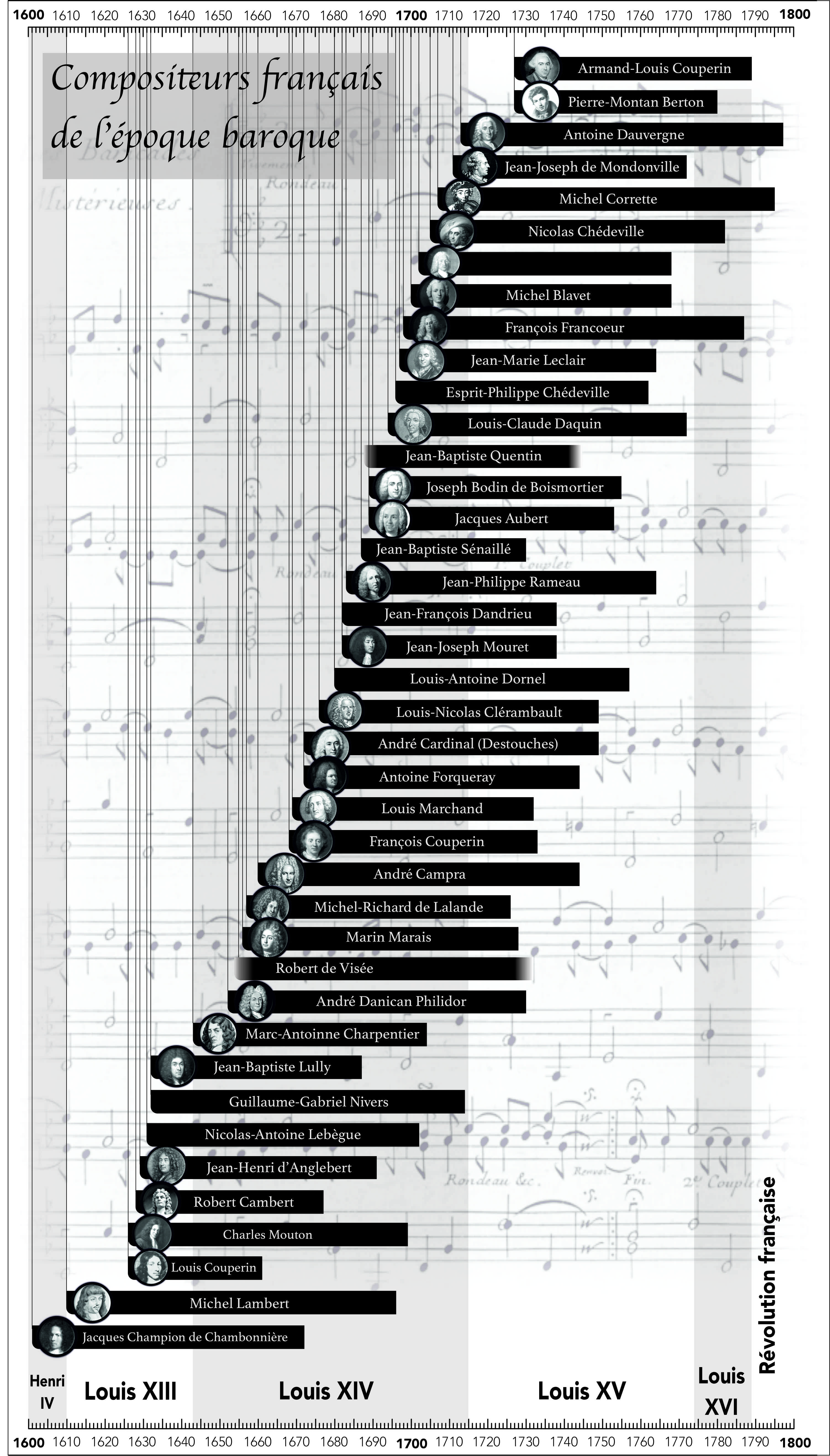
Frise chronologique des compositeurs baroques français.

Pour une liste plus complète des compositeurs français de la période baroque, voir :
- Liste de compositeurs de la période baroque#Compositeurs français
- Catégorie:Compositeur français de la période baroque

### Jean-Baptiste Lully (1632-1687)

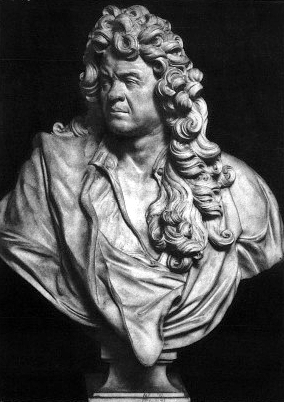
Buste de Lully par Antoine Coysevox, basilique Notre-Dame-des-Victoires à Paris.

Jean-Baptiste Lully (né Giovanni Battista Lulli) est un compositeur et violoniste d'origine italienne naturalisé français, surintendant de la musique de Louis XIV. Par ses dons de musicien et d'organisateur aussi bien que de courtisan, voire d'intrigant, Lully domina l'ensemble de la vie musicale en France à l'époque du Roi-Soleil.
Il fut l'un des principaux promoteurs du développement de plusieurs formes de musique qu'il organisa ou conçut : le ballet de cour, la comédie-ballet, la tragédie lyrique, le grand motet, l'ouverture à la française. Il composa aussi un Te Deum.
Lully a joué un rôle considérable dans l’histoire de la musique instrumentale. C’est de lui que date l’orchestre moderne, avec son équilibre bien établi de sonorités ayant pour centre de gravité un quintette d'instruments à cordes : dessus de violon, habituellement renforcés par les hautbois et les flûtes ; hautes-contre de violon ; tailles de violon ; quintes de violon ; basses de violon renforcés par le clavecin, le théorbe et le basson.

### Marc-Antoine Charpentier (1643-1704)

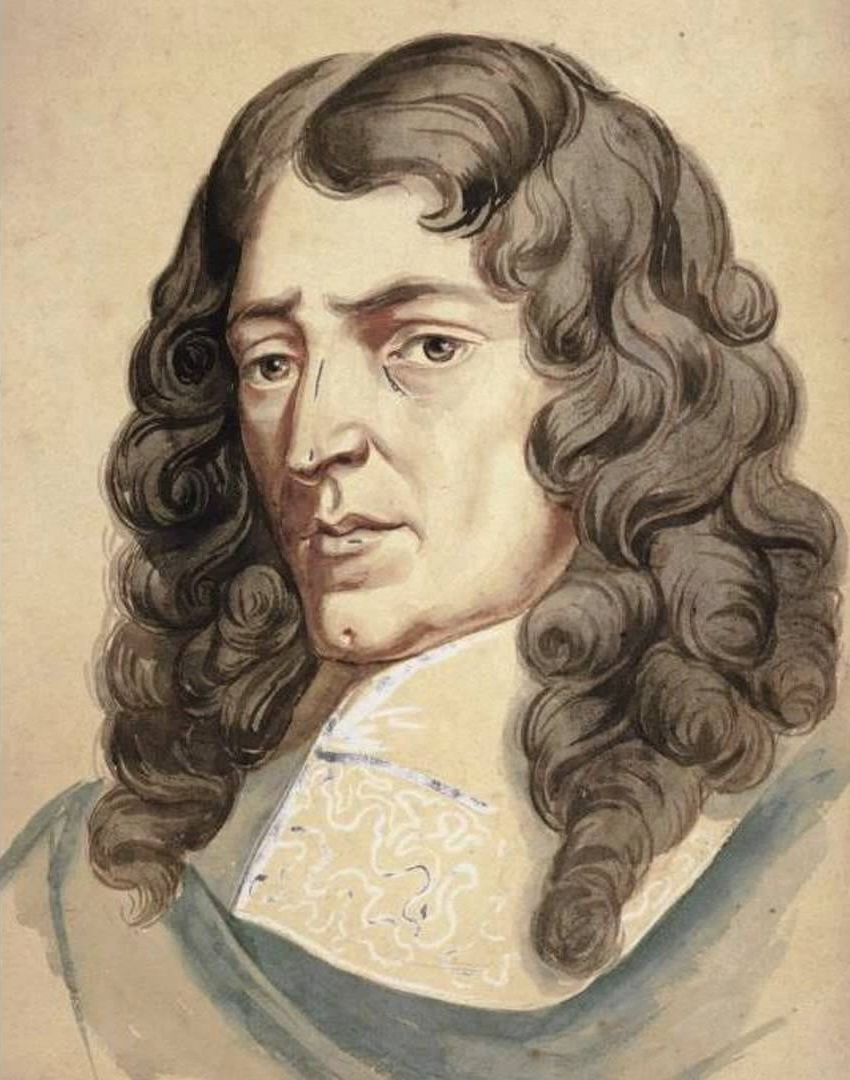
Marc-Antoine Charpentier, portrait présumé

Compositeur de musique sacrée et théâtrale qui fit concurrence à celle de Lully. Du fait qu'il n'occupa jamais de poste à la cour, Charpentier et sa musique sont restés longtemps peu connus et appréciés. Sa carrière fut néanmoins remarquable, en partie au service de l'Église et d'institutions apparentées en marge de la cour et en partie avec la Comédie-Française (dénomination finalement attribuée à la troupe de Molière). Il fut un des premiers compositeurs français à aller étudier en Italie, où il assimila les styles polychoral et concertato et se familiarisa avec les genres de la sonate, de la cantate et de l'oratorio. En 1698, Charpentier fut nommé maître de musique de la Sainte-Chapelle.
Outre son fameux Te Deum H.146, Charpentier a laissé un gigantesque corpus d'œuvres sacrées et profanes. Il a abordé tous les genres, même s'il s'avère être principalement un compositeur de musique vocale. Il composa de la musique sacrée à effectifs variables pour des églises, des chapelles privées et des couvents : 12 messes, 84 psaumes et 207 motets ont survécu. Les œuvres composées pour la Sainte-Chapelle, comme la messe Assumpta est Maria H.11 (1699 ?) et son motet dramatique Judicium Salomonis H.422 (1702) comptent parmi ses meilleures. Ce qui reste de sa musique de théâtre témoigne de la façon dont Charpentier savait traiter un texte, tragique ou comique. Il composa dans ce domaine des pastorales ; des ouvertures, intermèdes comiques et musiques de scène pour les comédies de Molière et de ses successeurs à la Comédie-Française ; et deux uniques chefs-d'œuvre dans le genre de la tragédie biblique, David et Jonathas H.491 (présenté au collège Louis le Grand le 25 février 1688) et dans le genre de la tragédie lyrique, Médée H.490 (présenté à Paris par l'Académie royale de musique en 1693)
Sa musique est contenue pour la plus grande partie dans 28 manuscrits de « Meslanges » conservés à la Bibliothèque nationale de France. Ce sont des partitions de travail, avec noms de chanteurs et d'instrumentistes et indications d'exécution dans la marge.

### Michel-Richard de Lalande (1657-1726)

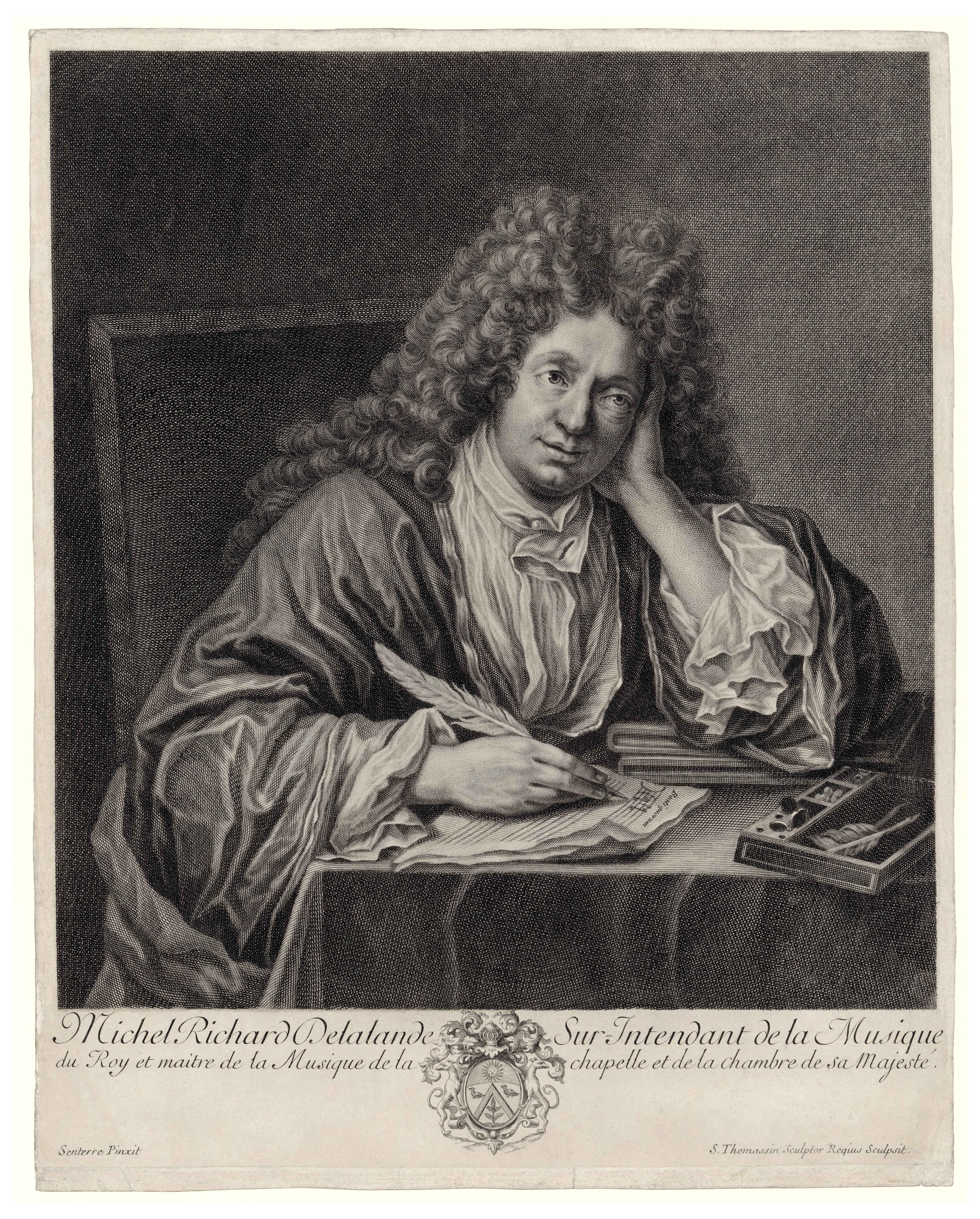
Michel-Richard Delalande, un des inaugurateurs du « grand motet ».

Violoniste, organiste, claveciniste et compositeur. Il est le plus éminent musicien de cour de son temps et le plus important compositeur de grands motets. Lalande fut contemporain de Marin Marais, le mentor et prédécesseur de Couperin à Saint-Gervais et le successeur de Lully à la cour. Lalande acquit un grand pouvoir à la cour, d'abord comme l'un des quatre sous-maîtres de la Chapelle royale (1683) : en 1714, il avait acquis progressivement les trois autres postes. Dans l'intervalle, il était aussi devenu surintendant de la musique de la Chambre (1689), maître de la Chambre (1695), maître de la Chapelle (1704) et compositeur de la Chambre (1709).
Lalande, tout dévoué à Louis XIV, chercha toujours à honorer son souverain, notamment par ses grands motets, le genre musical qu'il porta à la plus grande perfection. Sur les 70 qu'il composa, 64 ont survécu, principalement dans trois recueils. Son œuvre la plus connue, le très expressif De profundis fut donnée avec succès au Concert Spirituel tout au long du XVIIIe siècle. Le Te Deum (1684) est l'un des motets de Delalande qui a été le plus joué de son vivant. On lui doit également plusieurs ballets et intermèdes profanes, ainsi que les Simphonies pour les Soupers du Roy. Il a aussi composé des divertissements et des pastorales.

### André Campra (1660-1744)

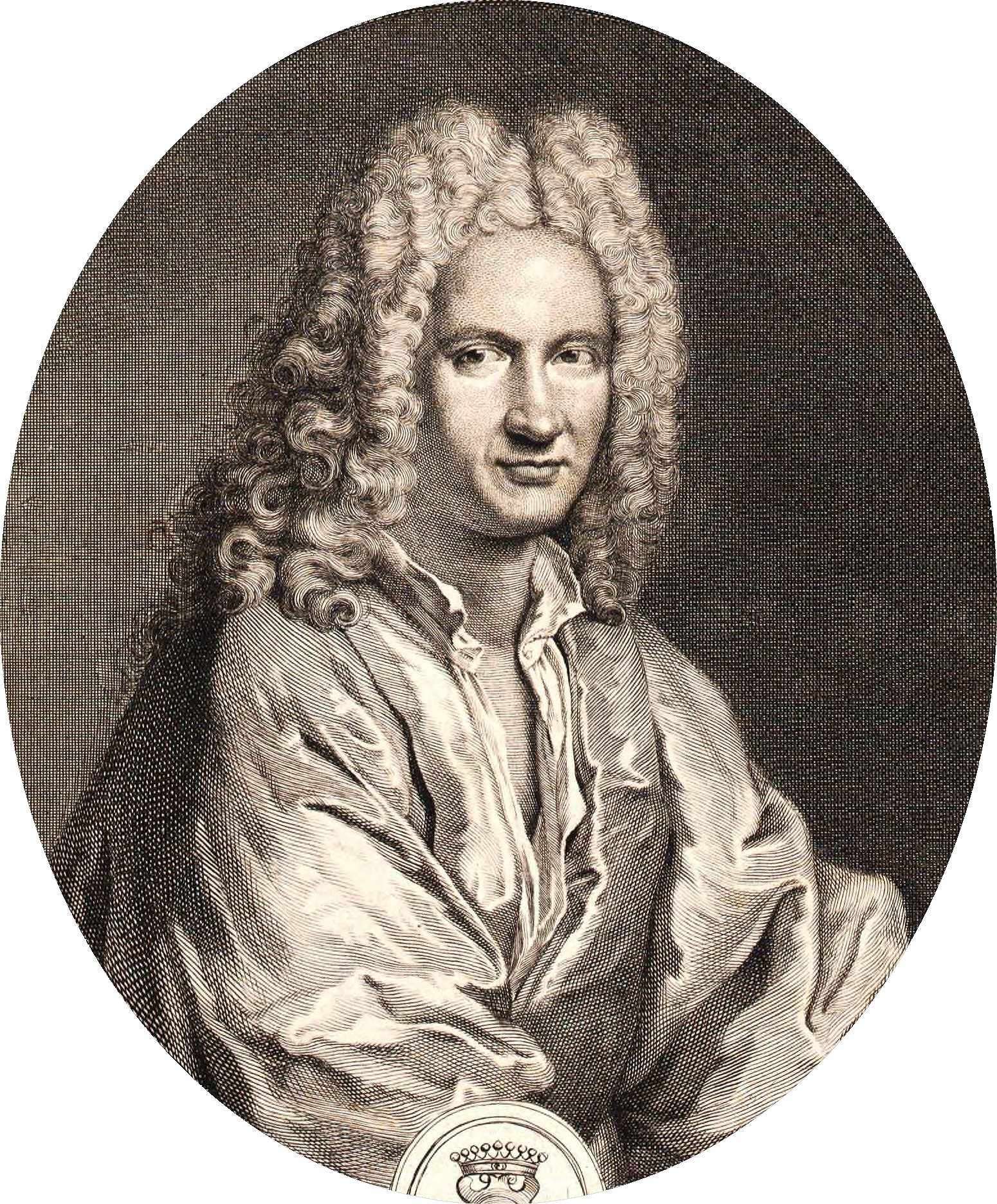
André Campra, héritier de l'art de Lully, considéré comme le créateur du genre de l'opéra-ballet avec l'Europe galante

André Campra est un compositeur qui a participé au renouveau de l'opéra français. Après avoir été formé à la cathédrale Saint-Sauveur à Aix-en-Provence, il accède, en quelques années, au poste prestigieux de maître de musique de Notre-Dame de Paris. Il devient ensuite « batteur de mesure » à l'Académie royale de musique (l'Opéra de Paris). Il en deviendra l'inspecteur général. Il est l'auteur de nombreuses œuvres profanes notamment dans le domaine de l'opéra-ballet, dont il a été le vrai créateur : en particulier, il a composé L'Europe galante (1697). Il composera un nombre également important de partitions religieuses. Certains de ses grands motets sont restés célèbres (en particulier sa Messe de Requiem).

### François Couperin (1668-1733)

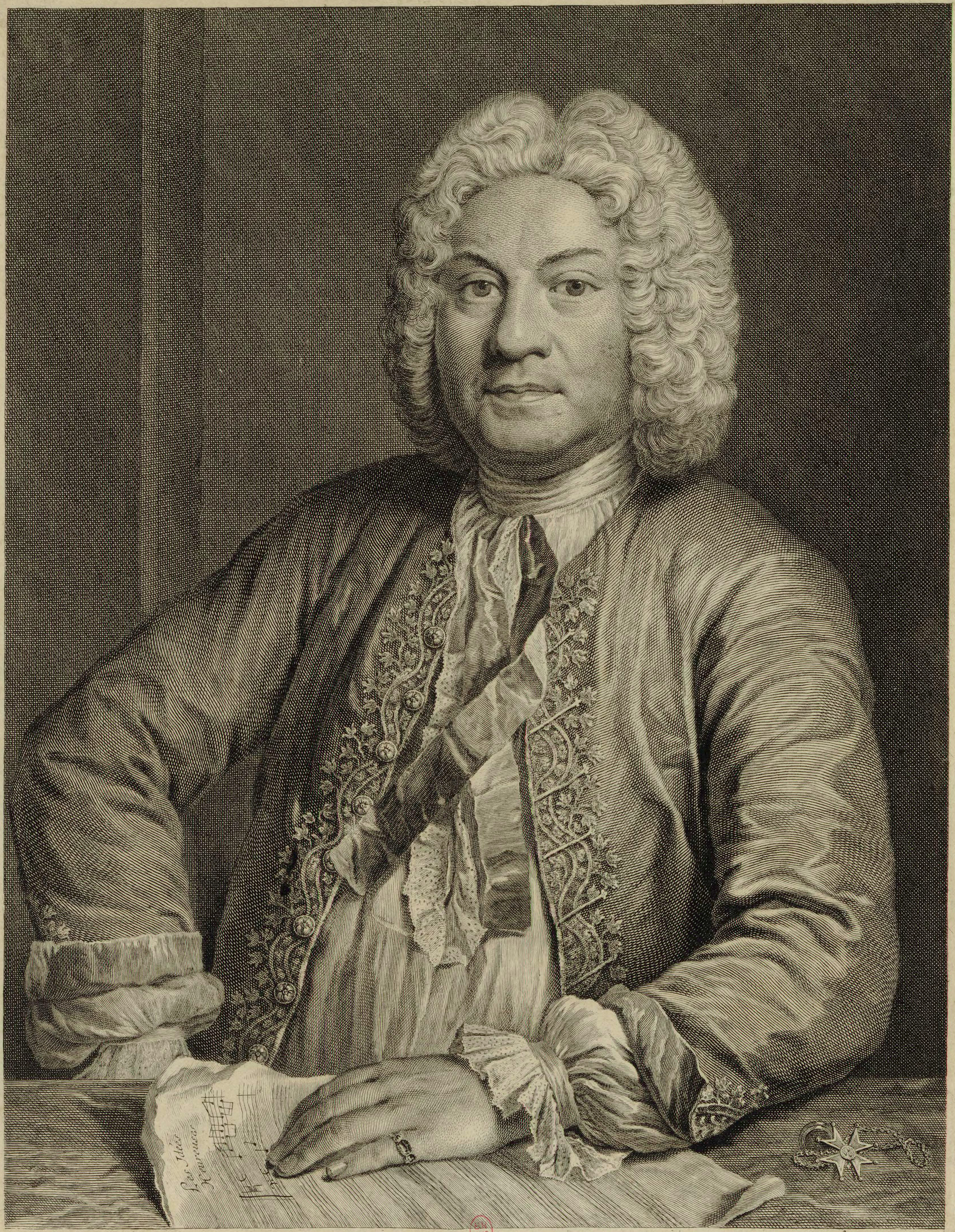
François Couperin

C'était un compositeur important de suites pour clavecin et organiste à la cour de Louis XIV et Louis XV à Versailles.
En ce qui concerne ses compositions profanes, il est à cheval sur le baroque et sur la période désignée dans les arts plastiques sous le vocable « Rococo ». Sa musique pour clavecin est un des sommets de l'École française de clavecin. François Couperin y fait montre d'une richesse inventive sans cesse renouvelée. Il porte au plus haut point l'art de l'ornementation.

### Jean-Philippe Rameau (1683-1764)
Contemporain de Johann Sebastian Bach, Jean-Philippe Rameau est le plus important musicien français du XVIIIe siècle.
Rameau passa les quarante premières années de sa vie en province. Il effectua un bref mais important séjour à Milan et fut pendant un temps violoniste à l'Opéra de Lyon. Il exerça des fonctions d'organiste à Avignon, Clermont et Dijon (sa ville natale) et séjourna à Paris de 1706 à 1709. Il s'est fixé définitivement à Paris en 1722.
Il a joué un rôle essentiel dans l'histoire de la musique par les recherches qu'il mena sur l'harmonie et qu'il consigna dans des ouvrages théoriques qui sont des références incontournables pour l'époque (1715-1722). Il était considéré comme un philosophe, dans le sens qu'on donnait à ce vocable à l'époque des Lumières et de L'Encyclopédie de Diderot et d'Alembert.

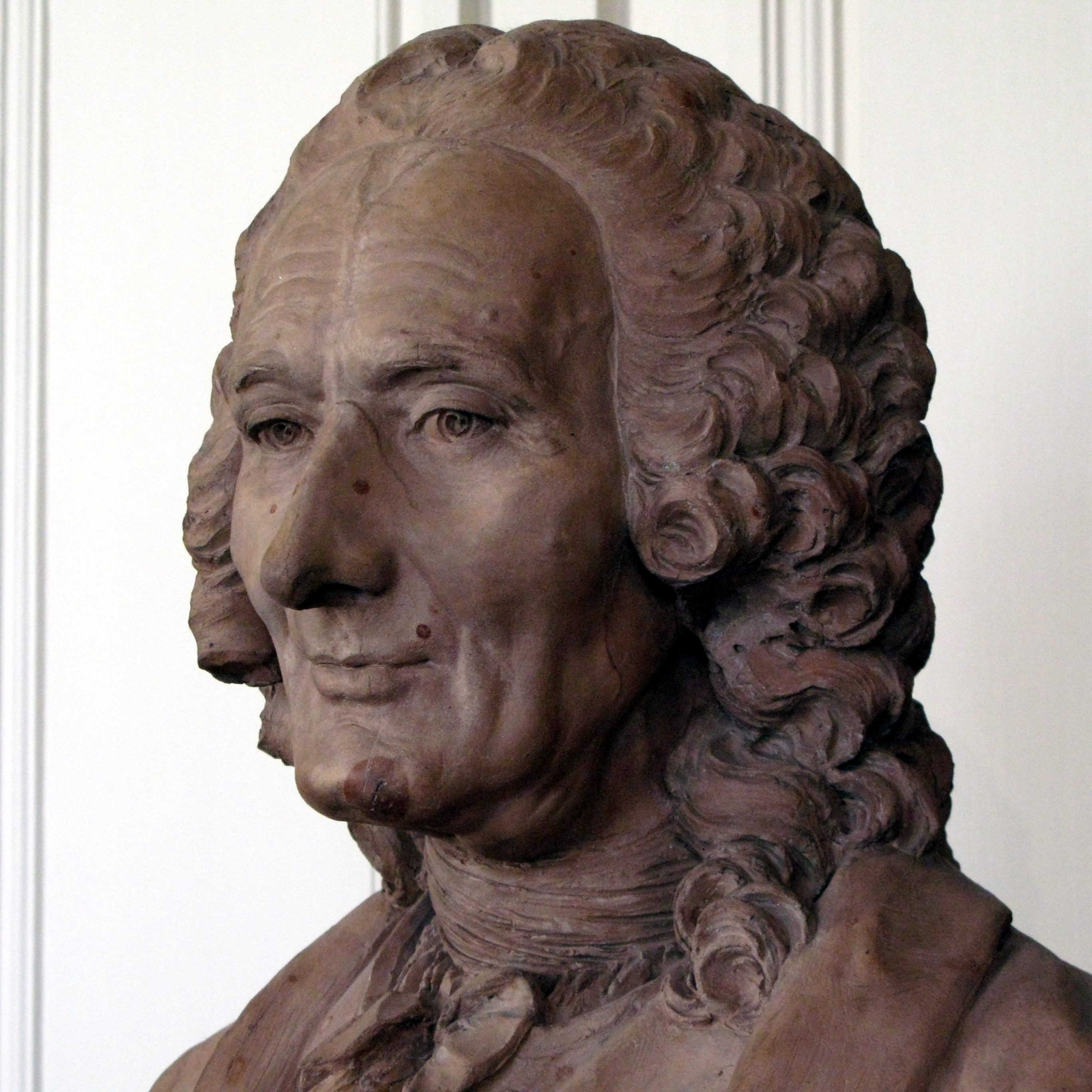
Buste de Jean-Philippe Rameau par J.-J. Caffieri
Musée des beaux-arts de Dijon

Il s'est illustré comme compositeur dans plusieurs domaines :
- la musique religieuse : grands motets ;
- le clavecin, avec trois livres de pièces pour clavecin (1706, 1724, 1728) ;
- les opéras-ballets : Les Indes galantes (1735), l'une de ses œuvres les plus célèbres, Les Fêtes d'Hébé (1739), où il exprime le goût français pour l'exotisme, Les Surprises de l'amour (1748) ;
- la tragédie lyrique : Hippolyte et Aricie (1733), Castor et Pollux (1737), Dardanus) (1739), Zoroastre (1749), Les Boréades (1763) ;
- la comédie lyrique : Platée (1745) ;
- la pastorale héroïque : Zaïs (1748), Naïs (1749) et Acanthe et Céphise (1751) ;
- la musique instrumentale.

Son œuvre peut par certains aspects s'apparenter au style rococo.

### Principaux autres compositeurs

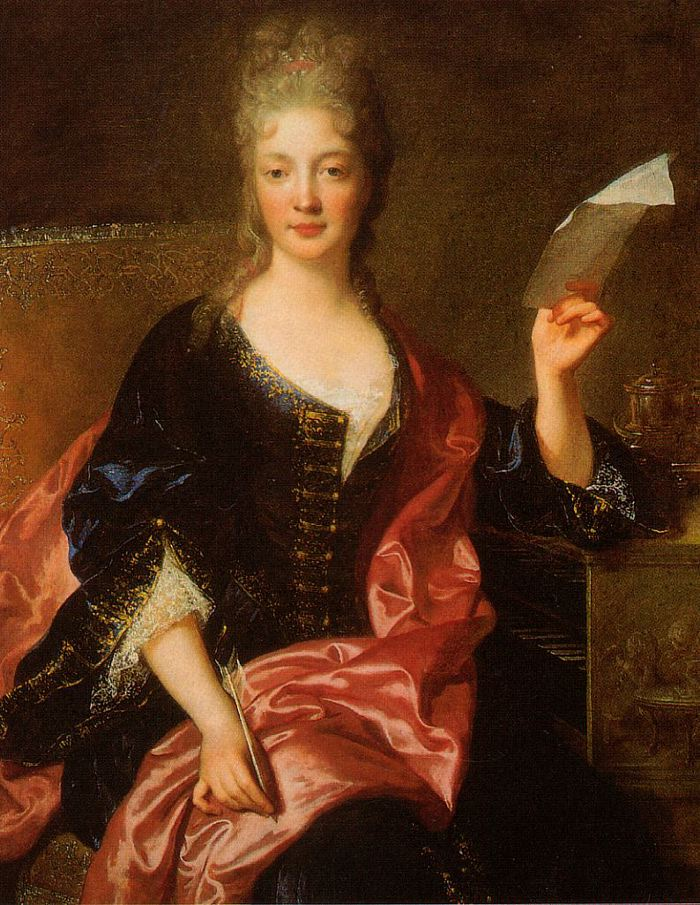
Élisabeth Jacquet de La Guerre

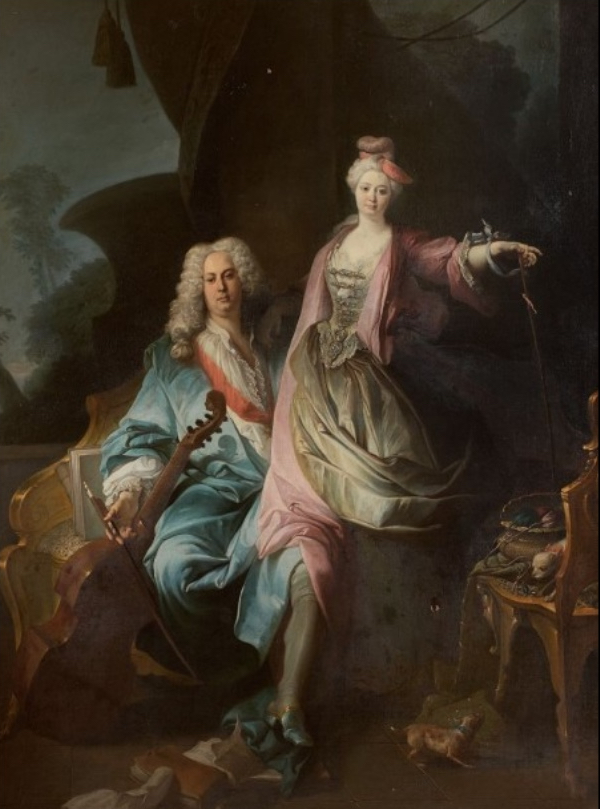
François Francœur, portrait présumé

Les principaux autres compositeurs baroques français sont, par ordre chronologique d'année de naissance :
Jehan Titelouze (1563-1633)
Il était compositeur et organiste, et considéré comme le fondateur de l’école française d'orgue.
Devenu prêtre en 1585, il s'établit de façon permanente à Rouen, où il devint organiste de la cathédrale. Il était très recherché pour ses talents en matière de construction et de rénovation d'orgues.
Il est le premier des anciens organistes français à avoir composé pour son instrument des œuvres substantielles. Sa musique d'orgue est influencée par les traditions liturgiques vocales et s'en tient strictement aux huit modes ecclésiastiques du chant grégorien.
Jean-Baptiste Besard (1567-1625)
Luthiste et compositeur originaire de Besançon. Il apprit à jouer du luth à Rome.
Il publia à Cologne son monumental Thesaurus harmonicus (1603) anthologie en dix volumes de musique pour luth notée en tablature française et contenant des pièces pour soliste, des chants au luth et des pièces pour ensemble de luths d'au moins 21 compositeurs. Il a laissé de nombreuses pièces pour luth (dont des suites), et des airs de cour.
Étienne Moulinié (1599-1676)
Compositeur originaire du Languedoc. En 1628, il devint maître de musique de Gaston d'Orléans, frère de Louis XIII. Il servit le duc jusqu'à sa mort en 1660, puis retourna en Languedoc.
Il a composé des musiques tant religieuses que profanes : des motets, une quarantaine d'airs et paraphrases sacrées, des airs de cour (utilisant parfois des textes italiens et même espagnols), de la musique pour des ballets de cour et des pièces d'occasion,.
Jacques Champion de Chambonnières (1601 ou 1602-1672)
Il était organiste de la Chapelle royale et claveciniste à la cour de Louis XIII. Il est considéré comme le fondateur de l'École française de clavecin. En 1641, il inaugura une série de concerts privés (« Assemblée des Honnestes Curieux »). Il fut le maître et le mentor des frères Couperin, de Hardel, d'Anglebert, de N.-A. Lebègue, de Robert Cambert et de G. G. Nivers.
Il composa exclusivement pour clavecin seul mais ne publia que deux recueils (1670),.
François Dufaut (avant 1604, avant 1672)
Luthiste considéré par ses contemporains européens comme le plus remarquable du XVIIe siècle. Au moins 80 de ses pièces pour luth ont survécu en manuscrits ou en sources imprimées. On y trouve de nouveaux modes d'accord de l'instrument et des effets d'improvisation soigneusement notés,.

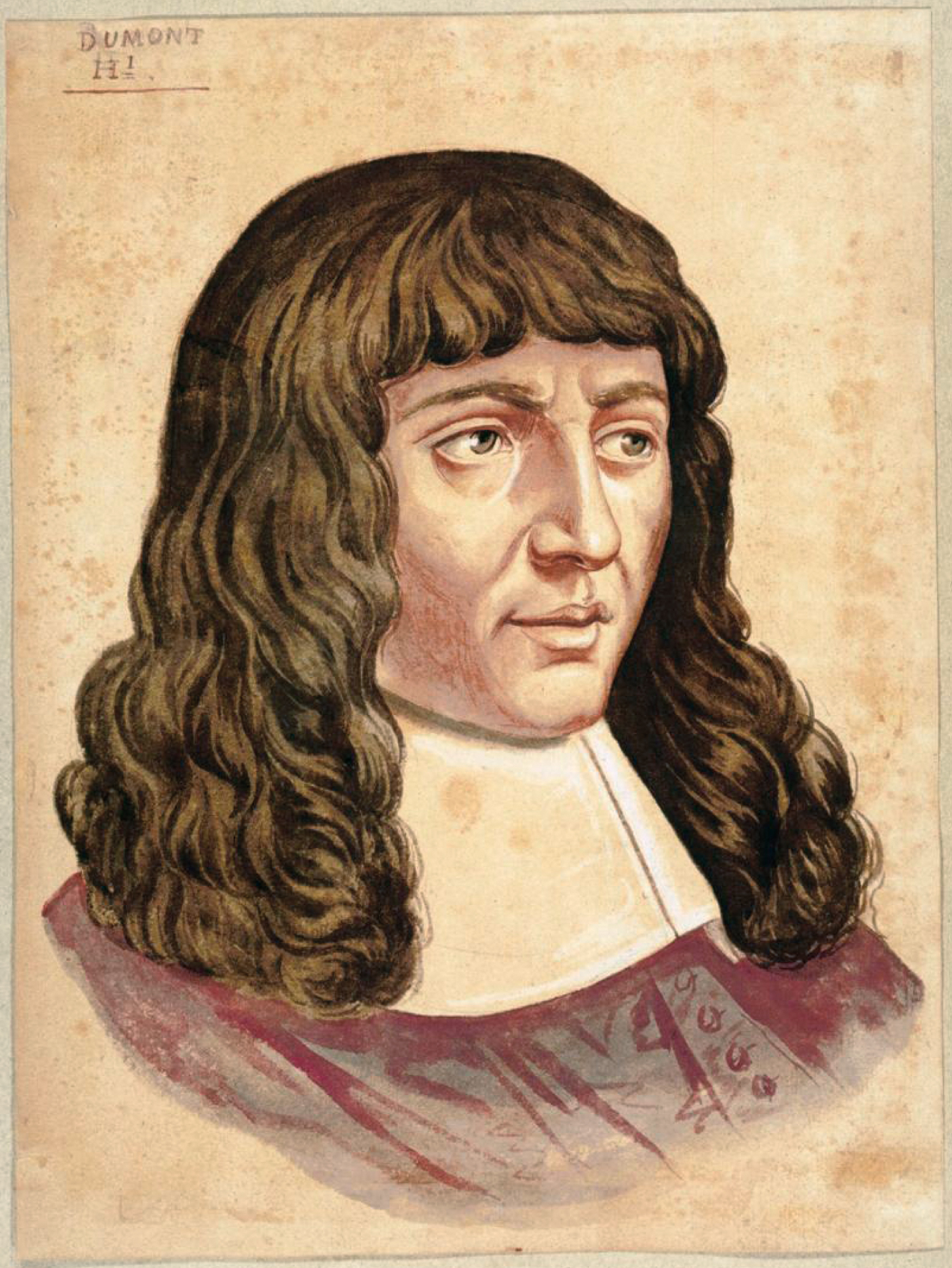
Henry Du Mont, portrait présumé

Henry Du Mont (1610-1684)
Organiste et compositeur d'origine wallonne. Il mena sa carrière à Paris à la cour de Louis XIV. Il occupa successivement des postes importants : claveciniste de la reine (1660), sous-maître (1663) et compositeur (1672) de la Chapelle royale, maître de musique de la reine. Il servit également comme organiste à Saint-Paul, en composant de la musique vocale concertante.
Il composa des motets : les grands motets de Du Mont fixèrent les normes du genre, avec ceux de Pierre Robert et de Lully. On lui doit aussi des messes en plain-chant (les Messes royales, éd. 1669), qui furent chantées en France jusqu'au milieu du XXe siècle, et peuvent l'être encore parfois aujourd'hui,.

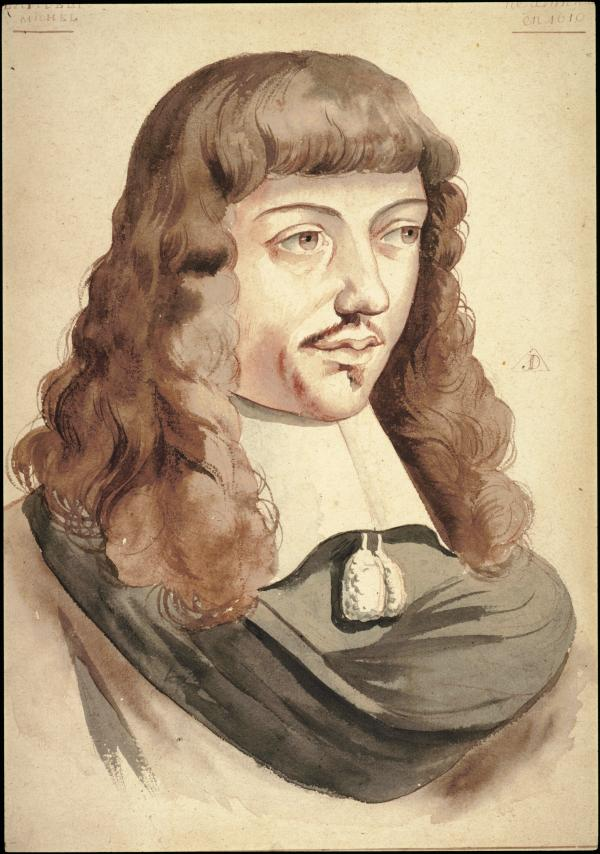
Michel Lambert, portrait présumé

Michel Lambert (1610-1696)
Chanteur, joueur de luth et de théorbe et compositeur d'airs de cour. Lambert fut employé comme chanteur dans la maison du cardinal de Richelieu. En 1661, il devint maître de musique de la Chambre du roi. Lambert fut un compositeur prolifique d'airs qui accorda une attention spéciale à la juste déclamation des textes des poètes de cour Benserade et Quinault. La plus grande partie de sa musique est perdue, mais environ 300 airs, 1 Misere et 2 cycles de 9 Leçons de ténèbres ont survécu (1662/1663 & 1689),.
Guillaume Dumanoir (1615-1697)
Important violoniste parisien du milieu du XVIIe siècle et auteur du traité Le mariage de la musique avec la danse (1664), il écrit en réaction à l'établissement de l'Académie royale de danse. De 1657 à 1668, il porta comme successeur de Louis Constantin le titre envié de roi et maître des ménestriers,.

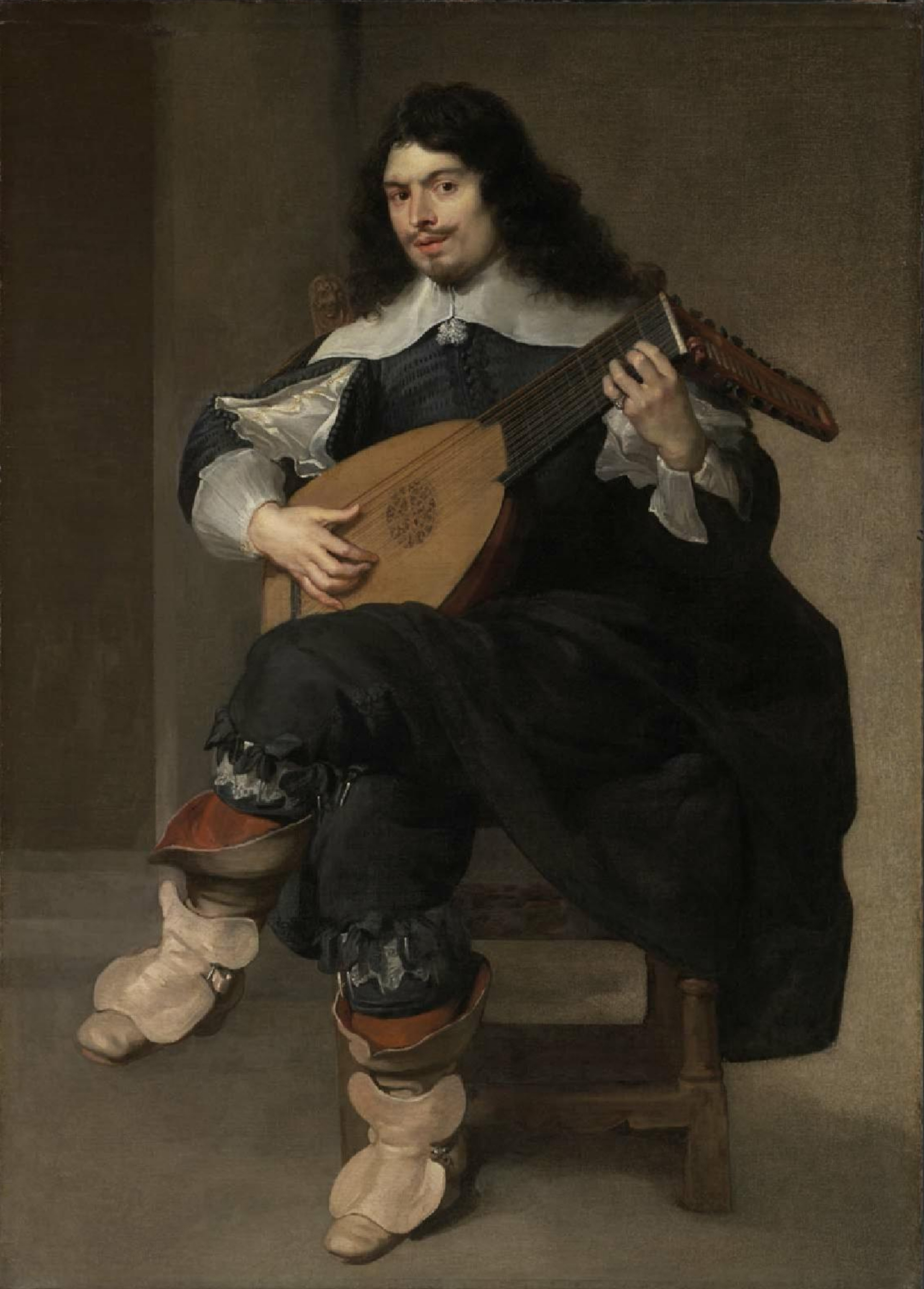
Jacques de Gallot

Jacques Gallot (vers 1625, vers 1695)
Luthiste, il publia après 1670 un recueil de pièces de luth, parmi lesquelles des œuvres à titre et des tombeaux pour ses défunts mécènes Turenne et Condé,.
Louis Couperin (1626-1661)
Oncle de François Couperin le Grand, il était claveciniste, organiste, et joueur de viole très doué. Deux ans après être arrivé à Paris, il prit le poste d'organiste de Saint-Gervais, qui devait rester dans la famille tout au long des XVIIe et XVIIIe siècles. Il fit partie de la musique de la Chambre de la régence, comme violoniste.
Il composa des fantaisies, des basses divisées, des versets en cantus firmus, des carillons pour orgue, deux pièces pour chœurs, et plusieurs œuvres pour cordes à cinq voix,.
Nicolas Lebègue (vers 1631-1702)
Claveciniste, organiste et compositeur originaire de Laon, maître de Nicolas de Grigny. Lebègue arriva à Paris vers 1660 et devint organiste du roi en 1678. Ses pièces de clavecin élégamment équilibrées paraissent influencées par celles de Chambonnières et de Louis Couperin. Ses trois recueils de musique d'orgue offrent aux interprètes un condensé unique d'œuvres profanes et sacrées,.
Guillaume-Gabriel Nivers (1632-1714)
Important organiste parisien, influent comme compositeur et théoricien, il fit toute sa carrière à Saint-Sulpice, non sans obtenir progressivement une série de postes à la cour : titulaire d'un des quatre postes d'organiste de la Chapelle royale (1678), maître de musique de la reine (1681) et directeur de la musique à Saint-Cyr. Il publia trois recueils de versets d'orgue, et deux de motets. Il édita plusieurs volumes de chant grégorien et produisit sur le sujet deux traités. Son Traité de la composition de musique (1667) fut largement diffusé,.
Jean-Nicolas Geoffroy (vers 1633-1694)
Compositeur, claveciniste et organiste. Il est connu par un énorme recueil de pièces pour clavecin (255 pièces réunies à titre posthume) contenant 19 suites pour clavecin, plusieurs pièces pour orgue et viole et des dialogues pour viole et clavecin. Elles se distinguent par leurs harmonies peu orthodoxes, à la fois aventureuses et floues. Il a aussi composé un Livre d'orgue et quelques pièces religieuses.
Jean de Sainte-Colombe, ou Monsieur de Sainte-Colombe (vers 1640-vers 1700)
Compositeur et joueur de viole de gambe réputé. Il joua un rôle de premier plan dans le développement de l'école française de viole. Il avait appris la viole avec Nicolas Hotman et fut reconnu comme le maître de Jean Rousseau et Marin Marais.
Sainte-Colombe composa un vaste recueil de concerts pour deux basses de viole égales avec épisodes en rythmes libres qui ne furent jamais publiés en son temps (67 ont survécu).
L'ouvrage de Pascal Quignard, Tous les matins du monde et le film à succès du même nom montrent l'apprentissage de Marin Marais auprès de Sainte-Colombe, et dans lesquels celui-ci est présenté comme un homme austère.
Pierre Tabart (1645-1716)
Compositeur et maître de chapelle. On a conservé de lui notamment une messe, un requiem, un Te Deum, un Magnificat, et trois motets.
Robert de Visée (v. 1650-1665 - après 1732)
Guitariste, théorbiste, luthiste et compositeur. Il entra dans la musique de la Chambre du Roi en 1680 et publia deux ans plus tard son premier recueil de suites pour guitare à cinq chœurs. En 1719, il fut nommé maître de guitare du jeune Louis XV et un an plus tard eut comme successeur à ce poste son fils François.
Outre ses deux recueils de pièces de guitare, il publia en 1716 des œuvres pour luth et théorbe incluant des arrangements de musique de Lully, Forqueray et François Couperin,.

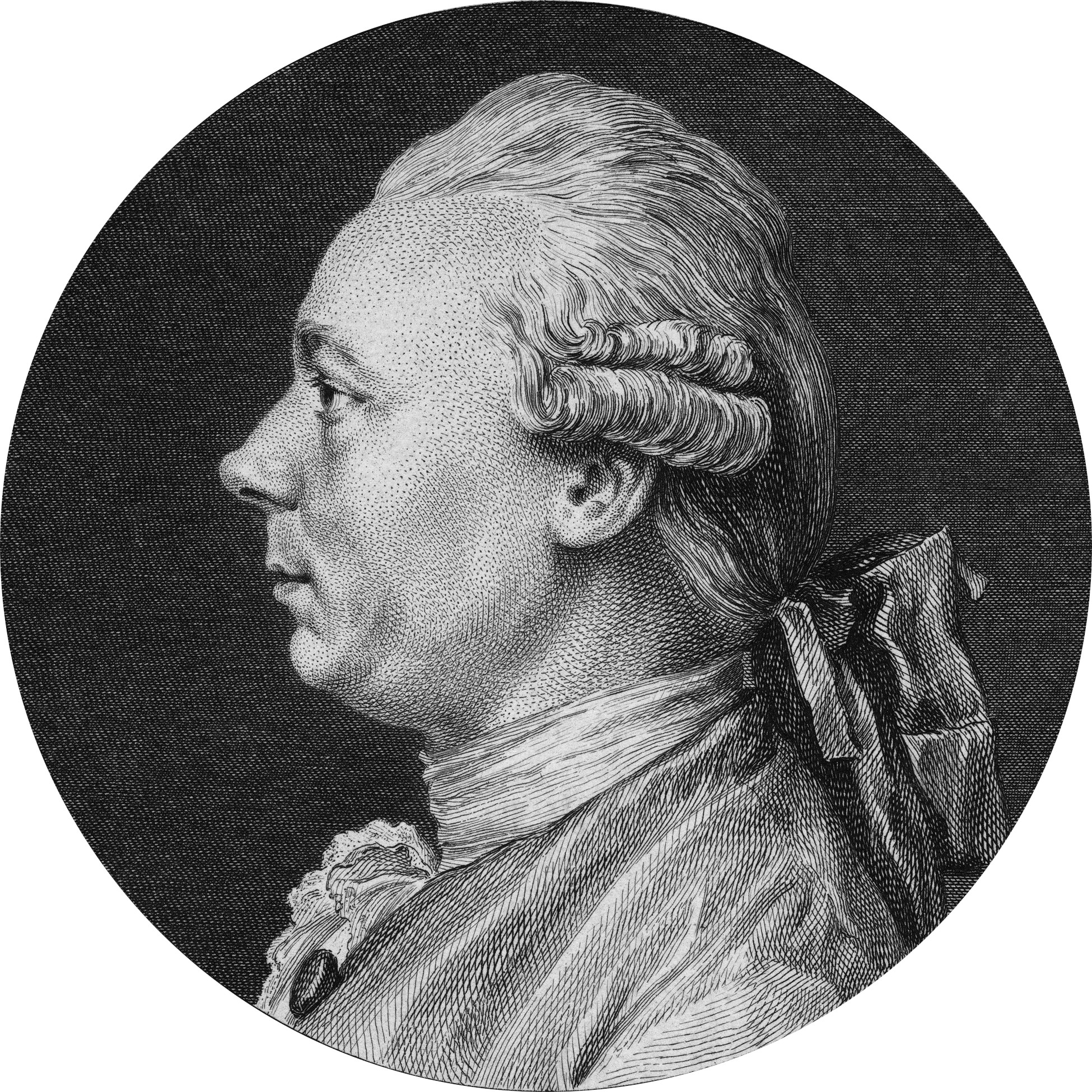
François-André Danican Philidor

André Danican Philidor dit « Philidor l’Aîné » (vers 1652-1730)
Il fut pendant 60 ans en service royal comme membre de l'Écurie, de la Chapelle et de la Chambre et compositeur d'opéras-ballets représentés à Versailles et Marly (1687-1700). C'est surtout comme bibliothécaire royal, organisateur et principal copiste (1684-1729) de la musique de cour qu'il est passé à la postérité. Le fonds Philidor est conservé dans des bibliothèques parisiennes et versaillaises

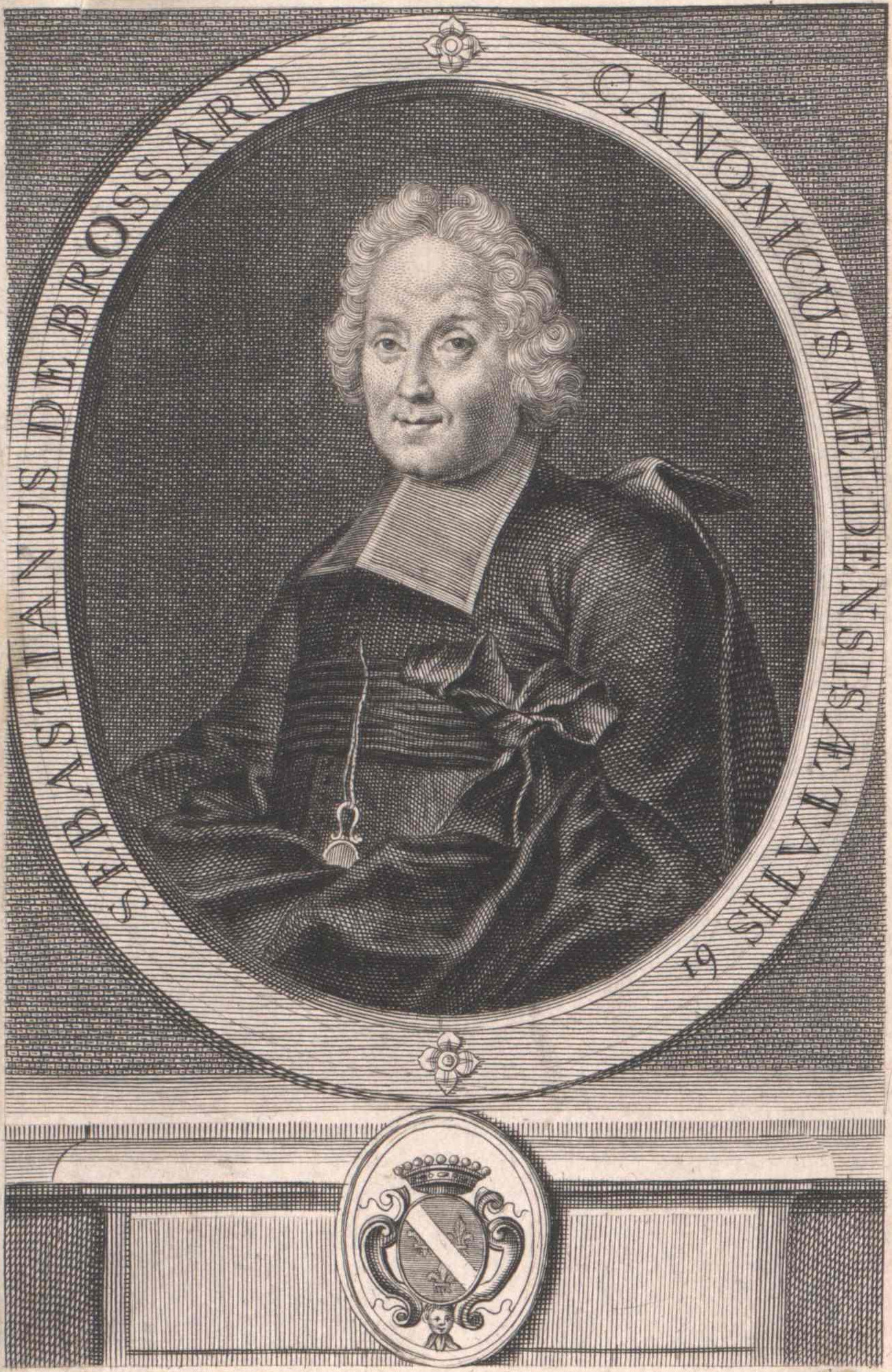
Sébastien de Brossard

Sébastien de Brossard (1655-1730)
Ecclésiastique, auteur du premier dictionnaire français de musique, théoricien, compositeur et bibliophile. En 1687, il quitta Paris pour Strasbourg, où il fut maître de chapelle à la cathédrale. Il y fonda une Académie de musique. En 1695, il est en contact pendant plusieurs mois à Paris avec François Couperin, Élisabeth Jacquet de la Guerre, Clérambault et Jean-François Rebel, explorant le style italien. Il est connu aujourd'hui pour son Dictionnaire de musique terminologique,.
Marin Marais (1656-1728)

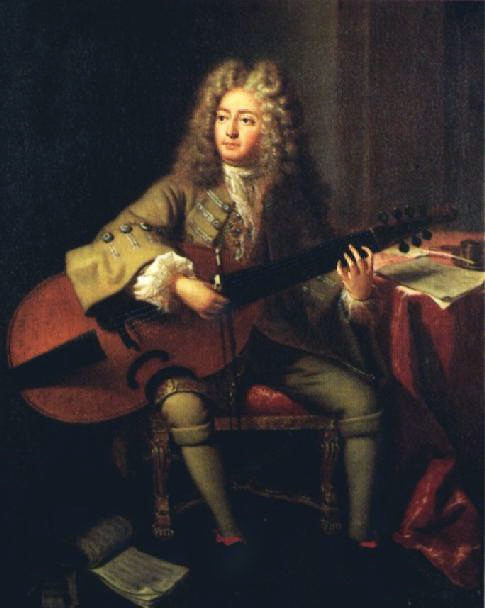
Marin Marais

Joueur de basse de viole à la cour, compositeur et pédagogue qui haussa le jeu de la viole en soliste à son plus haut niveau. Jeune homme, Marais attira l'attention de Lully, sous l'autorité duquel il servit à l'Académie royale de musique comme apprenti et chef d'orchestre.
Il est resté célèbre pour ses pièces de viole de gambe ; il en a composé plus de 500, réparties en cinq livres. Il a aussi composé des pièces en trio et quatre tragédies lyriques dont Alcyone (1706),.
Gaspard Le Roux (vers 1660 ?-au plus tard en juin 1707)
Compositeur, claveciniste et organiste parisien. Il a composé un recueil de pièces pour clavecin (1705) publié sous une forme adaptable à des exécutions en trio, par un seul instrument mélodique avec accompagnement de clavier ou par deux instruments à clavier.
Henry Desmarest (1661-1741)
Il était compositeur, essentiellement de musique de scène (tragédies lyriques, opéras-ballets, pastorales héroïques, cantates). Il gagna l'Espagne en 1699, et sa musique ne fut plus jouée à la cour jusqu'en 1722. Il fut nommé maître de la Chambre en 1701, et quitta Madrid en 1707 pour prendre un poste de surintendant de la musique auprès du duc de Lorraine à Lunéville. Après avoir échoué dans sa tentative de succéder à Lalande comme sous-maître de la Chapelle royale, il se résigna à demeurer en province.

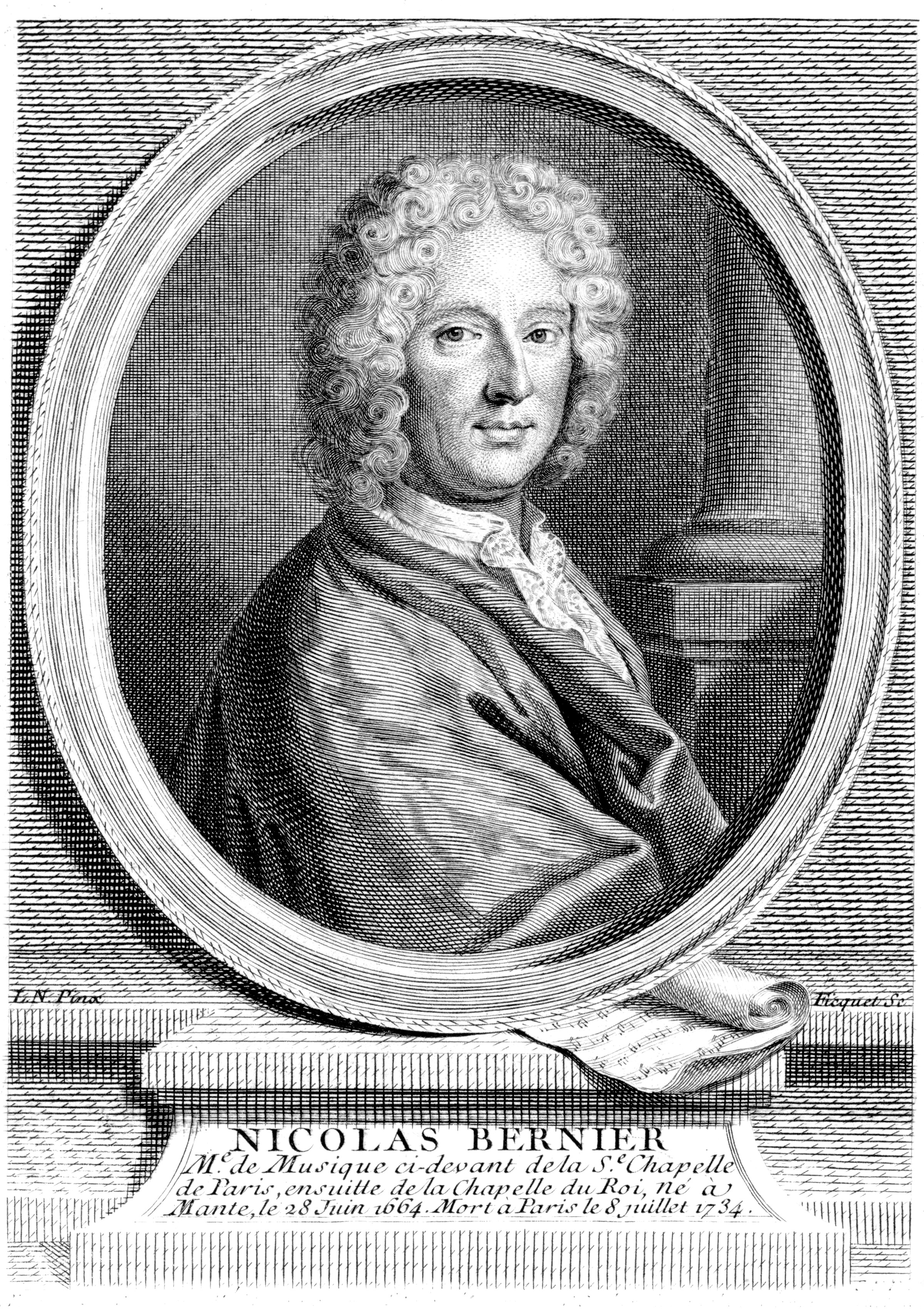
Nicolas Bernier

Nicolas Bernier (1664 ou 1665-1734)
Compositeur et claveciniste, théoricien et professeur. Il fut après Marc-Antoine Charpentier un des premiers compositeurs français à aller étudier en Italie (avec semble-t-il Antonio Caldara). Il fut après 1700 un des premiers compositeurs à publier des recueils de cantates. Grâce à l'appui de son ami et maître Philippe d'Orléans, il succéda en 1704 à Charpentier comme maître de musique de la Sainte-Chapelle.
Il composa une grande variété de musique sacrée : son Miserere et son Cum invocarem furent parmi les premières œuvres exécutées au Concert Spirituel. et Il publia un traité de contrepoint à deux voix (Principes de composition) ,.

Élisabeth Jacquet de La Guerre (1665-1729)
Compositrice et claveciniste, elle commence sa carrière à cinq ans en jouant devant Louis XIV.
Elle publia en 1687 un recueil de pièces de clavecin. Elle a composé en outre des cantates sacrées et profanes à l'italienne, des sonates pour violon, des suites pour clavecin (1709) et des sonates en trio. Elle compte parmi les tout premiers compositeurs de sonates en France. Elle a également écrit une tragédie lyrique Céphale et Procris (1694),.

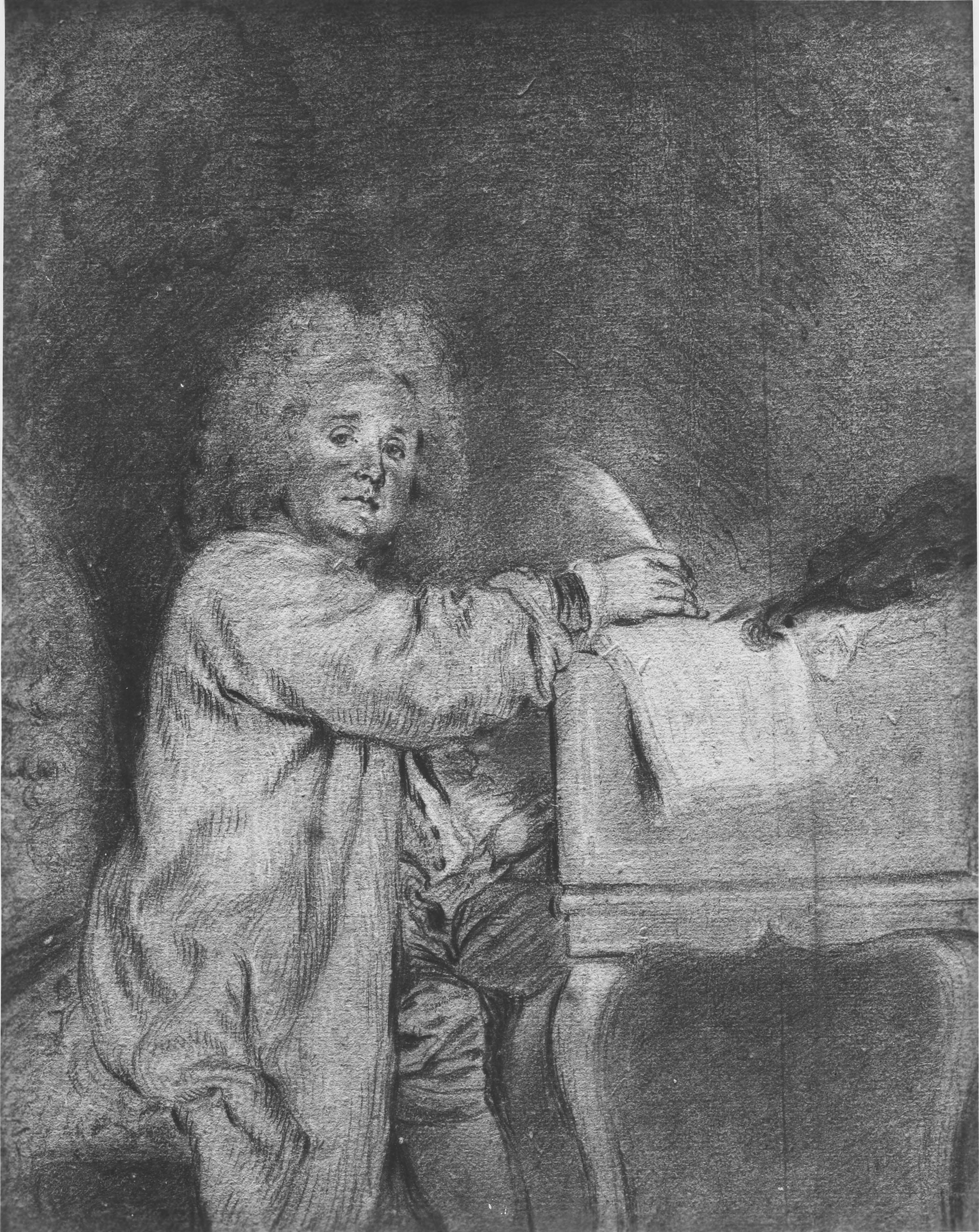
Jean-Féry Rebel

Jean-Féry Rebel (1666-1747)
Violoniste et compositeur. Dès l'âge de huit ans, Jean-Féry Rebel vit son jeu au violon reconnu par le roi et par Lully, ce qui lui valut ses futurs postes à l'Académie royale et aux Vingt-quatre Violons du Roi. En 1705, il occupa des postes à l'Académie et à la cour comme interprète et administrateur chargé de la musique des spectacles et cérémonies.
Il composa de la musique vocale, des sonates en duo et en trio (publiées en 1712-1713), et il est surtout connu pour sa symphonie à programme Les Éléments (1737). Son fils François Rebel (1701-1775) fut également un musicien reconnu,.
Michel Pignolet de Montéclair (1667-1737)
Musicien versatile, compositeur, théoricien et pédagogue. Il composa trois livres de cantates, un important opéra-ballet, Les Festes d'été (1716), un opéra, Jephté (1732), et rédigea plusieurs traités importants. Sa Méthode facile pour apprendre à jouer du violon (1711-1712) fut la première du genre publiée en France, et ses Principes de musique (1736) constituent l'une des sources les plus importantes pour l'ornementation vocale en France au début du XVIIIe siècle,.
Jean Gilles (1668-1705)
Compositeur provençal de musique sacrée. Il passa la plus grande partie de sa vie à Aix et Toulouse. Il est surtout connu pour sa Messe des morts, une des œuvres les plus célèbres du XVIIIe siècle. Elle connut une publication posthume, et fut exécutée aux funérailles de Rameau (1764), et une décennie plus tard à la mort de Louis XV (1774). Dans l'intervalle, on entendit souvent ce requiem au Concert Spirituel, exécutée à grands effectifs avec à la fin une partie de carillon ajoutée par Michel Corrette. Il composa également des grands motets, une messe, des Lamentations, et un Te Deum.

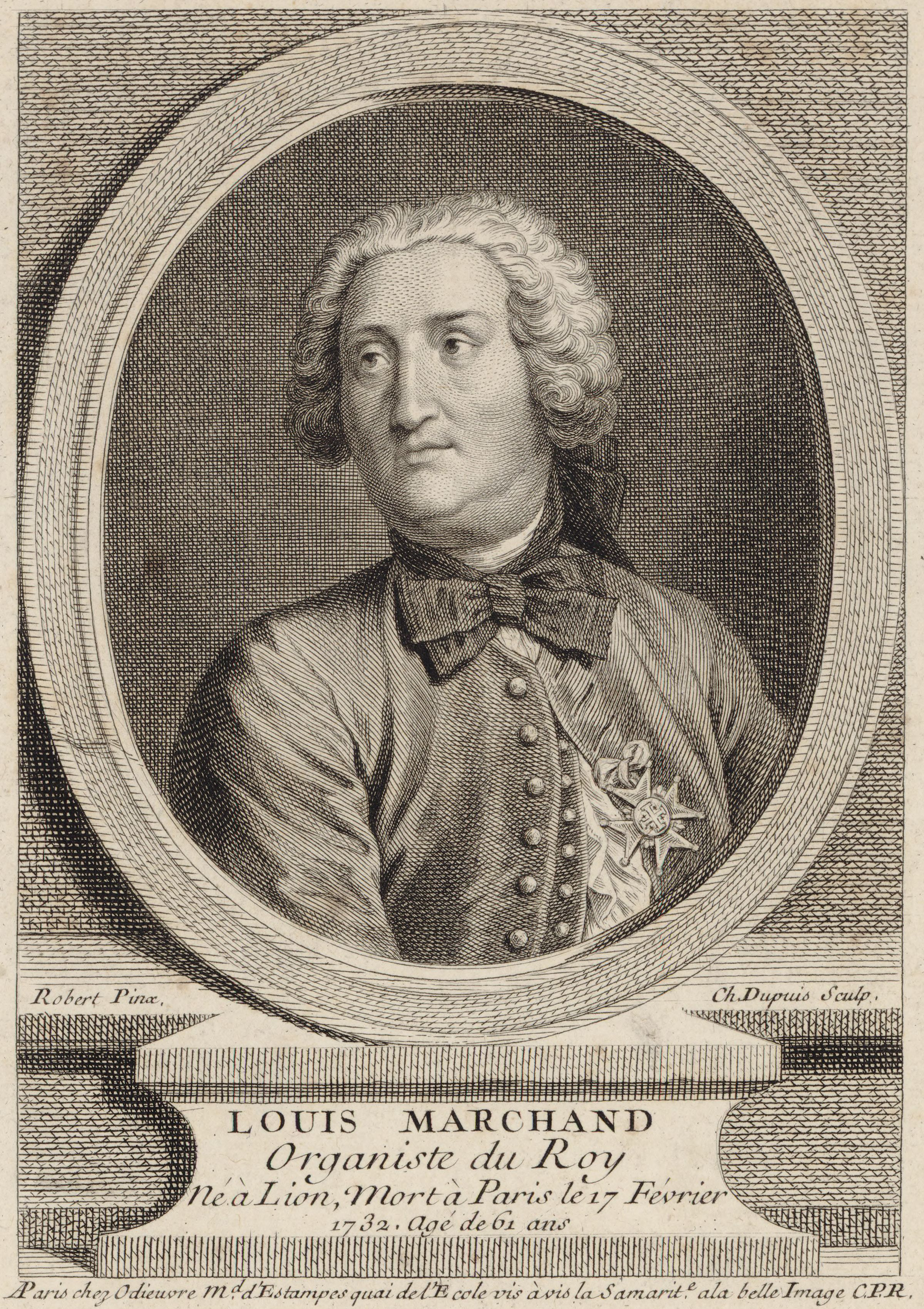
Louis Marchand

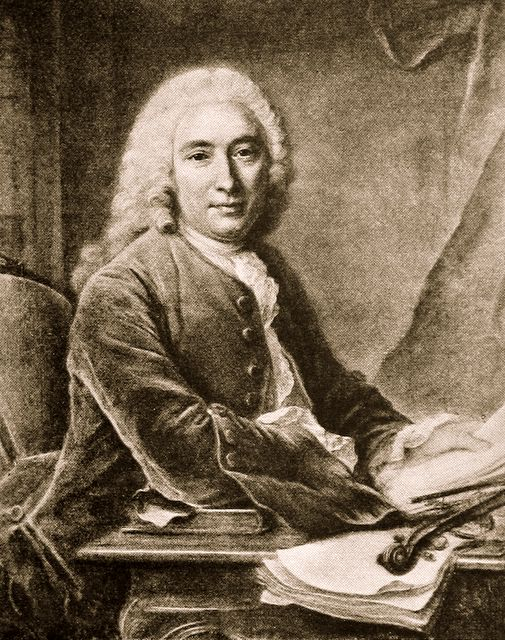
André Cardinal Destouches

Louis Marchand (1669-1732)

Louis Marchand est issu d'une famille d'organistes. Très précoce, il est titulaire de l'orgue de la cathédrale de Nevers à 15 ans. Une dizaine d'années plus tard, ayant quitté Nevers, il est titulaire de celle d'Auxerre, poste qu'il occupe quatre ou cinq ans avant de s'établir à Paris en 1689. De son temps, Louis Marchand est considéré en France comme le seul rival de François Couperin à l'orgue et au clavecin. Il a travaillé comme organiste de nombreuses églises et, pendant quelques années, comme l’un des quatre organistes du roy. Marchand avait un tempérament violent et une personnalité arrogante, et sa vie était remplie de scandales, médiatisés et largement discutés de son vivant et après sa mort. Malgré sa renommée, peu de ses œuvres survivent à ce jour, et celles qui le font datent presque toutes de ses premières années. Néanmoins, quelques-unes de ses œuvres, comme les pièces d’orgue Grand dialogue et Fond d’orgue, ont été saluées comme des œuvres classiques de l’école d’orgue française.
André Cardinal Destouches (1672-1749)

D'origine aristocratique, il servit d'abord dans les mousquetaires du roi, avant d'acquérir la célébrité comme compositeur. Il quitta l'armée en 1694, et étudia avec Campra. Il collabora avec son cousin, le librettiste Antoine Houdar de la Motte, pour une série de tragédies, la pastorale héroïque Issé (1697) et Omphale (1701) rencontrant un succès spécial. Il fut nommé inspecteur général de l'Académie royale de musique en 1713, et directeur de l'Académie en 1728. À partir de 1718, il fut très demandé à la cour. Il a composé des airs, des comédies-ballets (Le Carnaval et la folie, 1703), des tragédies (Callirhoé…), et des motets,.
Antoine Forqueray (1672-1745)

Compositeur et gambiste. Étant enfant, il attira l'attention de Louis XIV lorsqu'il joua de la basse de violon à son souper. Étant donné son tallent exceptionnel, on estima que l'instrument qui lui convenait le mieux était la basse de viole, et à la cour son jeu rivalisa bientôt avec celui de Marin Marais.
Il laisse environ 300 pièces pour viole et basse que son fils, Jean-Baptiste, transcrira pour clavecin.
Nicolas de Grigny (1672-1703)
Élève de Nicolas Lebègue, compositeur et organiste, il est titulaire des orgues de la basilique Saint-Denis et des orgues de Notre-Dame de Paris. Il eut à cœur de produire un volume unique de musique d'orgue (1699), dont J.-S. Bach réalisa ultérieurement une copie. Avec ceux de François Couperin, il se détache en son temps dans la mesure où une formidable technique contrapuntique et ornementale y est mise au service de l'expression musicale,.

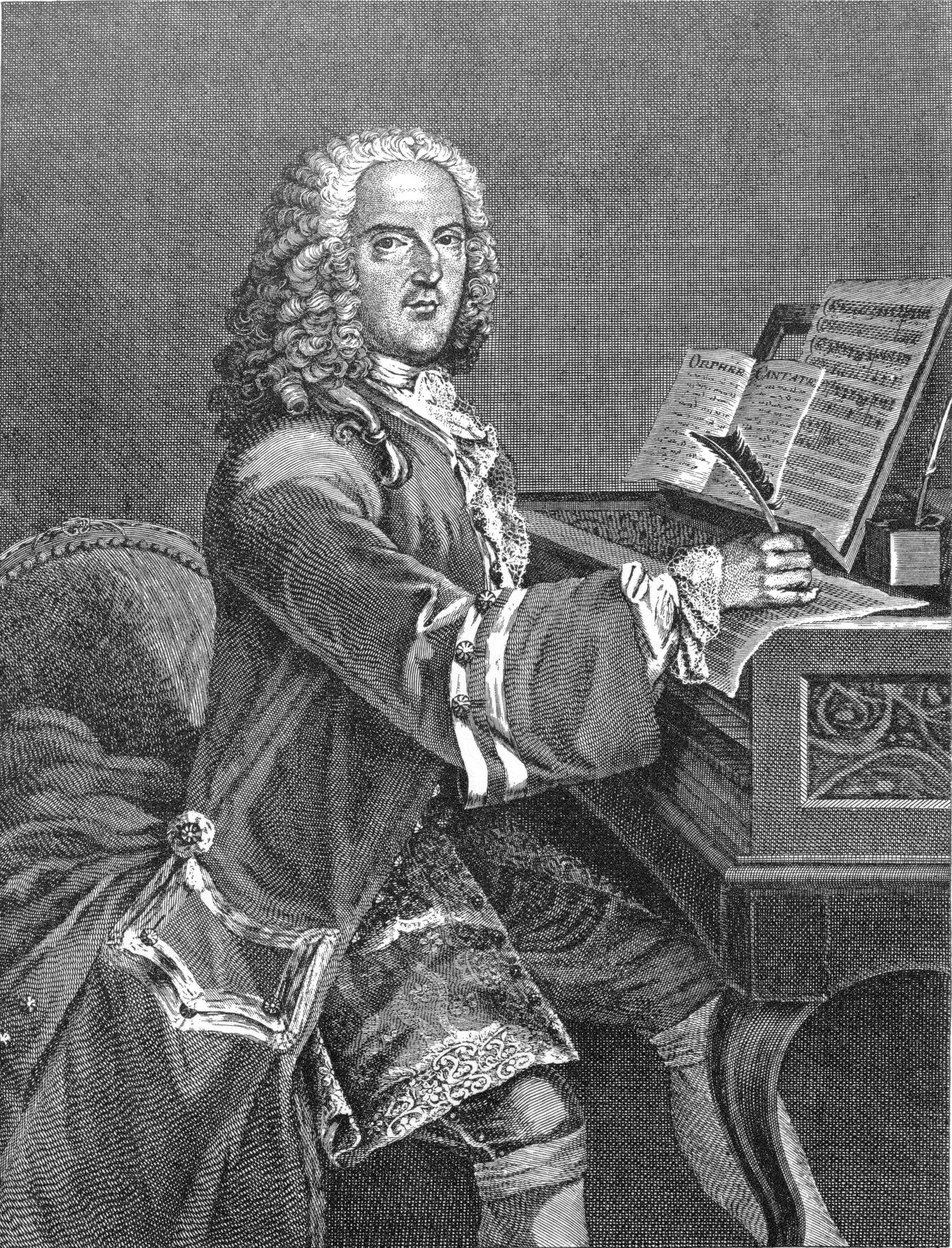
Louis-Nicolas Clérambault

Louis-Nicolas Clérambault (1676-1749)
Claveciniste et organiste parisien, éminent compositeur de cantates. Son père fut membre des Vingt-quatre Violons du Roi de 1670 à 1682. Louis-Nicolas partagea sa carrière entre des postes d'organiste dans des églises parisiennes et un poste à Versailles. Il publia notamment des Pièces de clavecin (1704), un livre d'orgue (vers 1710) , cinq recueils de cantates françaises (1710-1726) contenant certains des plus beaux spécimens du genre, (Orphée, 1710, la plus populaire de toutes les cantates françaises du XVIIIe siècle), ainsi que des motets,.
Jean-Joseph Mouret [1682-1738)
Chanteur provençal originaire d'Avignon, devenu le compositeur le plus populaire de la Régence. Une fois arrivé à Paris, il fut nommé surintendant de la musique à Sceaux, où il eut la responsabilité musicale des seize prestigieuses « Grandes Nuits » de 1714-1715. En 1717, il entama une collaboration de vingt ans avec le Nouveau Théâtre Italien du Palais Royal. En 1720, il s'assura une place à la cour grâce à un poste de chanteur de la Chambre.
Il composa une comédie lyrique (Les Amours de Ragonde), un ballet (Les Festes de Thalie, 1714), des ballets héroïques (Les Amours des dieux, 1727, Le Triomphe des sens, 1732, etc.), de la musique vocale et instrumentale,

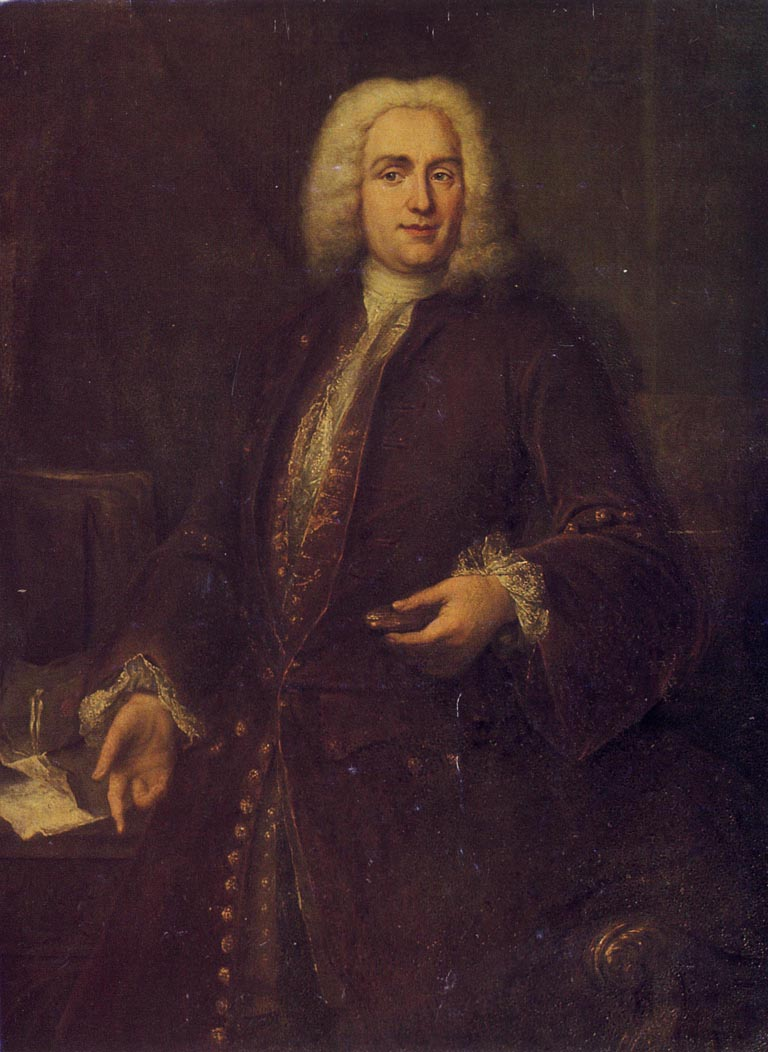
Joseph Bodin de Boismortier

Joseph Bodin de Boismortier (1689-1755)
Compositeur qui popularisa la flûte en France. Il a laissé une centaine de numéros d'opus, avec en particulier pour flûte à bec, flûte, musette, basson, hautbois, viole, vielle, violon et violoncelle. Il fut le premier en France à publier non seulement des concertos (pour cinq flûtes, 1727), mais aussi un concerto destiné à un seul soliste (opus 26 pour violoncelle, viole ou basson, 1729). Il composa en outre quatre ouvrages scéniques, des cantates, des airs et des œuvres sacrées (dont le motet Fugit nox joué au Concert Spirituel),.

Jean-Marie Leclair (1697-1764)

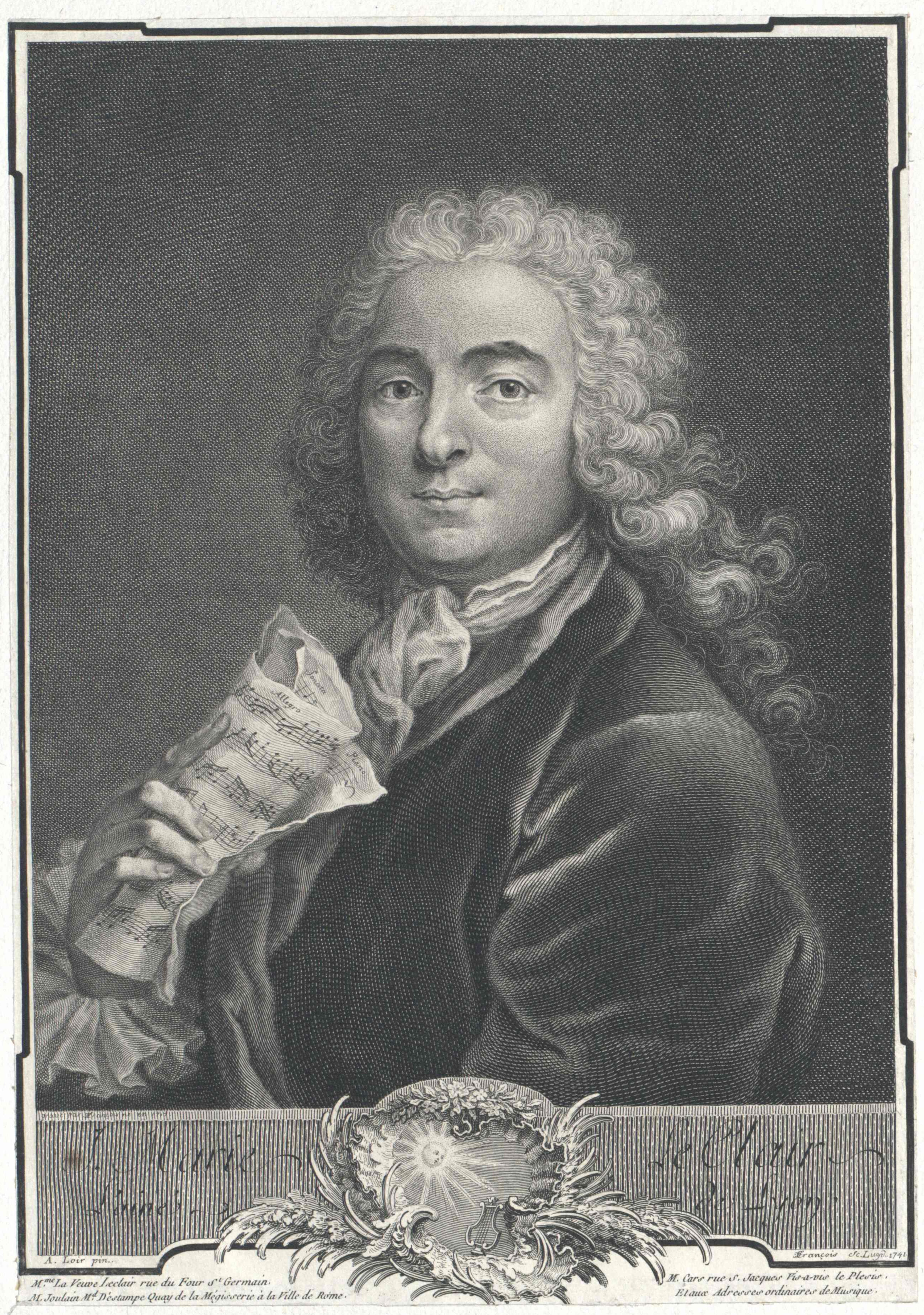
Jean-Marie Leclair

Issu d'une famille de violonistes et de compositeurs originaire de Lyon. Il voyagea beaucoup comme violoniste virtuose. Il était célèbre pour sa capacité à jouer les doubles cordes avec une justesse absolue et pour son égale maîtrise des styles français et italien. Il interpréta à Paris ses propres sonates et concertos au Concert Spirituel.
Que ce soit à Paris, Londres, La Haye ou Cassel, il ne manqua jamais de mécènes royaux ou originaires de la riche bourgeoisie. L'unique opéra de Leclair, Scylla et Glaucus, fut présenté à l'Opéra en 1746.
La musique de Leclair est une synthèse réussie des styles français et italien, rythmes et ornementation à la française venant se greffer sur des sonates corelliennes et des concertos Vivaldiens. Les parties de violon exigent un interprète à la hauteur du compositeur lui-même ayant assez de dextérité pour exécuter des doubles trilles et des trémolos de main gauche.
Il a laissé de nombres sonates pour violon seul, sonates pour deux violons, trios, concertos…
François Francœur (1698–1787)
Violoniste et compositeur, il collabora pour plusieurs œuvres théâtrales avec le compositeur François Rebel (la tragédie lyrique Pyrame et Thisbé, 1726, fut un de leurs premiers succès). François, dit le cadet, était le plus connu des quatre Francœur qui occupèrent des postes à l'Opéra et à la cour. François devint assez tôt membre de la musique de la Chambre à Versailles, mais n'entra dans les Vingt-quatre Violons du Roi qu'en 1730. En 1739, il devint maître de musique à l'Opéra et quatre ans plus tard co-inspecteur, en même temps que son ami et collègue François Rebel.
Pancrace Royer (1703 ou 1705-1755)
Joueur de clavier savoyard, compositeur, et un des directeurs du Concert Spirituel. Né à Turin, il étudia le clavecin et l'orgue avec le cousin de François Couperin, Marc-Roger Normand, organiste à la cour du royaume de Sardaigne. Il s'installa à Paris en 1725 où il fut connu comme maître de clavecin, compositeur d'opéras et d'opéras-comiques. Il fut alors naturalisé citoyen français. En 1748, Royer et le violoniste Gabriel Capperan prient la direction du Concert Spirituel.
La pièce de Royer la plus importante pour le théâtre fut l'opéra-ballet Zaïde (1739). Il publia en 1746 son recueil de pièces de clavecin,

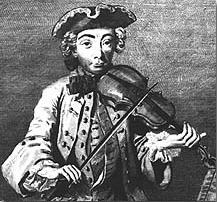
Michel Corrette

Michel Corrette (1707-1795)
Organiste, compositeur et arrangeur d'airs populaires parisien. De 1726 à 1790, il est organiste à l'église Sainte-Marie-Madeleine-en-la-Cité à Paris. Entre 1732 et 1739, il dirige la musique et compose à la Foire Saint-Germain et à la Foire Saint-Laurent. À partir de 1737, il est organiste des Grands Prieurs de France, et en 1750, organiste des Jésuites de la rue Saint-Antoine.
Il est l'auteur de méthodes pour l'orgue, le violon (L'École d'Orphée, 1738), le violoncelle (1741), le pardessus, la contrebasse, l'alto, la vielle, le clavecin (Amusemens du Parnasse). Il a composé de nombreuses œuvres dans des genres légers (vaudeville, ariette, cantatille, sonatille), ainsi que dans ceux de la sonate, de la suite et du concerto (concertos comiques, etc.). En tant qu'organiste d'église, il composa des motets, un Te Deum (perdu), des messes et Leçons de Ténèbres,.

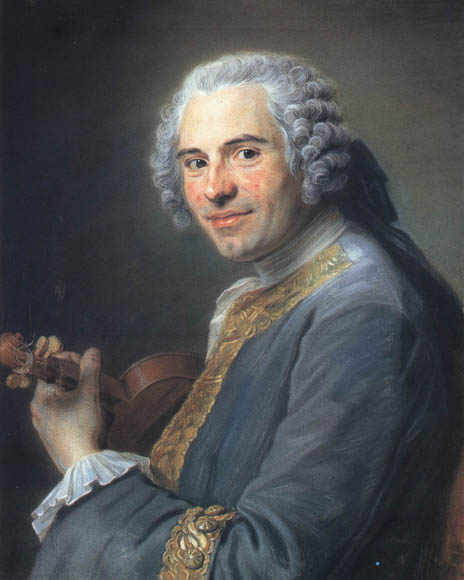
Jean-Joseph Cassanéa de Mondonville

Jean-Joseph Cassanéa de Mondonville (1711-1772)
Violoniste, compositeur et chef d'orchestre originaire du Languedoc. Comme Campra avant lui, il mena avec succès une carrière de musicien profane et sacré aussi bien à Paris qu'à Versailles. Â partir de 1734, il fut très demandé comme violoniste au Concert Spirituel. À la cour, il passa rapidement de ses postes de violoniste de la Chapelle et de la Chambre à ceux de sous-maître (1740) et d'intendant (1744).
Il publia des recueils pour clavecin accompagné, les sonates avec violon (1734) et les Pièces de clavecin avec voix ou violon (1748). Il composa des grands motets pour le Concert Spirituel ainsi que des opéras pour l'Académie à Paris et pour le Théâtre des Petits-Cabinets de Mme de Pompadour à Versailles. De ses grands motets, le Jubilato (1734), le Venite exultemus et le Nisi Dominus (tous deux de 1743), furent exécutés chaque année pendant des décennies. Il a aussi composé des ballets (ballet héroïque Le Carnaval du Parnasse, 1749), des opéras (Titon et l'Aurore, 1753, Daphnis et Alcimadure, 1754), des oratorios, et des pastorales.

## Enregistrements (sélection)
Musique de la Grande Écurie
- Fastes de la Grande Écurie. Œuvres de Lorenzo Allegri (c1573-1648), Michael Praetorius (1571-1621), Eustache Du Caurroy (1549-1609), Luigi Rossi (c1597-1653), Louis Couperin (1626-1661), François Roberday (1624-1680), André Danican Philidor (1652-1730), Jean-Baptiste Lully (1632-1687), Charles Desmazures (1669-1736)… avec les ensembles Syntagma Amici & Giourdina, (Ricercar RIC 439, juin 2021)[8].